# Pintores de Skagen

Hip hip hurra! Fiesta de artistas en Skagen en 1888. Pintura de Peder Severin Krøyer. De izquierda a derecha: Martha Johansen, Viggo Johansen, Christian Krohg, P.S. Krøyer, Degn Brøndum (hermano de Anna Ancher), Michael Ancher, Oscar Björck, Thorvald Niss, Helene Christensen, Anna Ancher y Helga Ancher. Museo de Arte de Gotemburgo.

Los pintores de Skagen fueron una colonia de artistas escandinavos establecida en la localidad de Skagen, en Dinamarca, en las décadas de 1880 y 1890. 
La escuela de pintura de Skagen se conoce en los manuales de historia del arte principalmente por las obras de exteriores donde destaca el uso de intensos contrastes de luz. Siguieron el modelo realista y naturalista de la escuela francesa de Barbizon, y mostraron ciertas aproximaciones al arte impresionista.

## Miembros

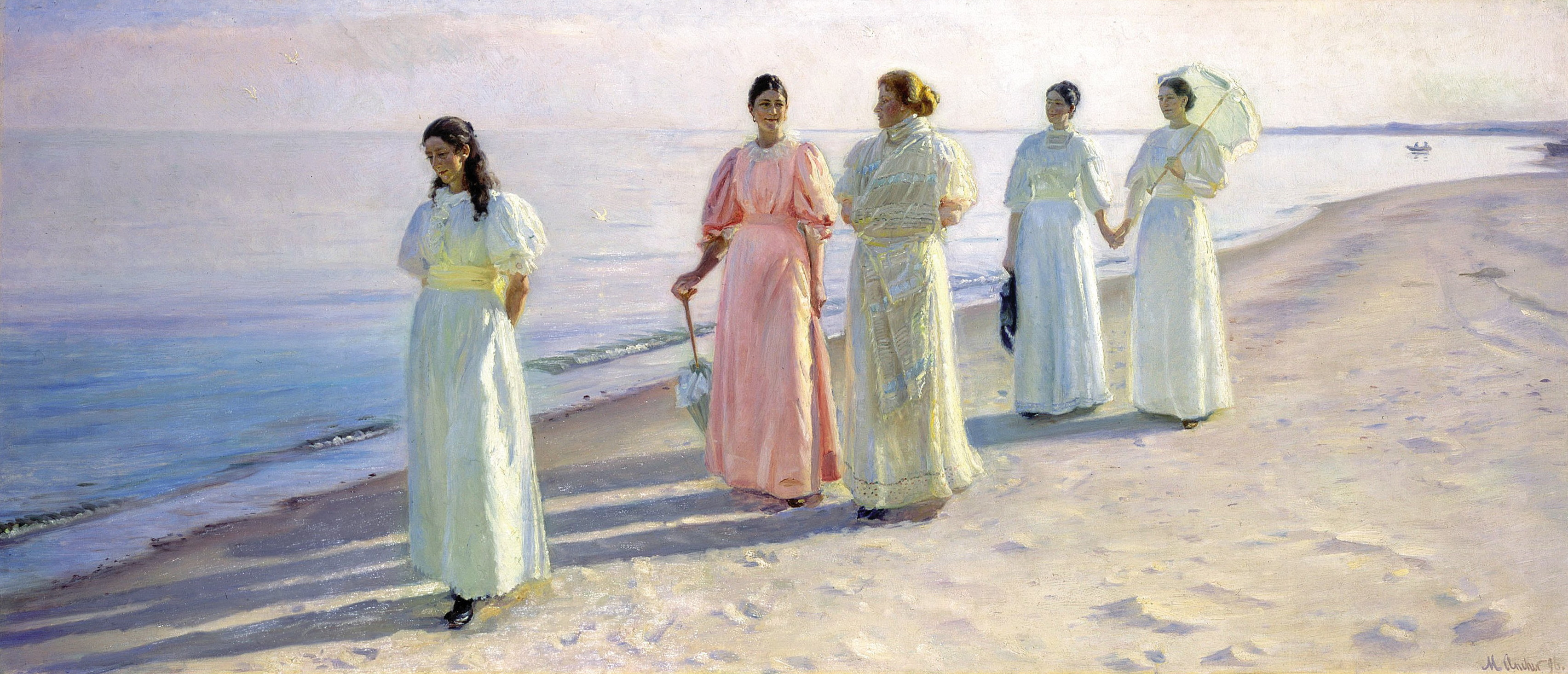
Michael Ancher - A stroll on the beach - Google Art Project

P S Krøyer 1899 - Sommeraften ved Skagens strand. Kunstneren og hans hustru

Los miembros de la cofradía se reunían principalmente en los meses de verano. Entre los principales exponentes se encontraron: 
- Peder Severin Krøyer
- Oscar Björck
- Michael Ancher
- Anna Ancher
- Christian Krohg
- Johan Krouthén
- Laurits Tuxen
- Carl Locher

Entre el grupo también estaban Holger Drachmann, Karl Madsen, Marie Krøyer, Viggo Johansen y Thorvald Niss de Dinamarca, y Eilif Peterssen de Noruega. El entonces simbolista Jens Ferdinand Willumsen también visitó la comunidad de Skagen.
Las reuniones en Skagen no se restringieron a los pintores. Los escritores daneses Georg Brandes, Holger Drachmann y Henrik Pontoppidan y el compositor sueco Hugo Alfvén también eran miembros del grupo.
Varios otros artistas también se unieron a los Pintores de Skagen por períodos más cortos. De Dinamarca incluyeron a Vilhelm Kyhn, Einar Hein y Frederik Lange, de Noruega Frits Thaulow, Charles Lundh y Wilhelm Peters, de Suecia Wilhelm von Gegerfelt y Anna Palm de Rosa, de Alemania Fritz Stoltenberg y Julius Runge, y de Inglaterra Adrian Stokes y su Esposa nacida en Austria, Marianne Stokes. El compositor danés Carl Nielsen y su esposa Anne Marie, escultora, también pasaban los veranos en Skagen y finalmente compraron una casa de verano allí.

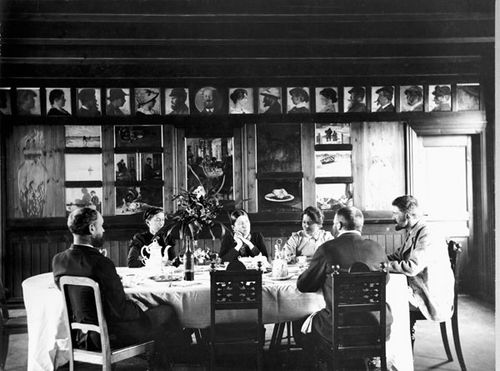
Comedor en Brøndums Hotel (ca. 1891) que muestra parte del grupo y el panel de sus retratos.

Los artistas se establecieron en 1908 en un hotel de la familia de Anna Ancher: el Hotel Brøndum. El hotel se convirtió posteriormente en el Museo de Skagen. En 1928, la colección de pinturas se trasladó a nuevas instalaciones.

## Características de Skagen
Skagen era un destino de verano cuya naturaleza escénica, el entorno local y su comunidad social atraían a los artistas del norte para pintar al aire libre, emulando a los impresionistas franceses, aunque los miembros de la colonia de Skagen también estaban influenciados por movimientos realistas como la escuela de Barbizon. Rompieron con las tradiciones bastante rígidas de la Real Academia Danesa de Bellas Artes y la Real Academia Sueca de las Artes, adoptando las últimas tendencias que habían aprendido en París. 

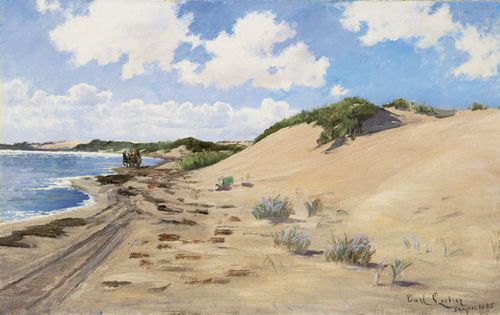
Carl Locher, Posta de correo en la playa de Skagen (c. 1890)

Skagen, en el extremo norte de Jutlandia, era la comunidad pesquera más grande de Dinamarca, con más de la mitad de su población involucrada. Entre los lugareños, los pescadores fueron, con mucho, el tema más común para los pintores de Skagen. Las largas playas de Skagen fueron explotadas en los paisajes del grupo; PD Krøyer, uno de los pintores de Skagen más conocidos, se inspiró en la luz de la "hora azul" de la tarde, que hacía que el agua y el cielo pareciera fusionarse ópticamente. Esto se captura en una de sus pinturas más famosas, Tarde de verano en la playa de Skagen: El artista y su esposa (1899). Aunque los pintores tenían sus propios estilos individuales sin ningún requisito de adherirse a un enfoque o manifiesto común, uno de sus intereses comunes era pintar escenas de sus propias reuniones sociales, jugando a las cartas, celebrando o simplemente comiendo juntos.
Michael Ancher llamó la atención sobre los atractivos de la zona cuando su ¿Redondeará el punto? (1885) fue comprado por el rey Christian IX. Se casó con Anna Brøndum, la única miembro del grupo de Skagen, que se convirtió en una artista pionera en un momento en que a las mujeres no se les permitía estudiar en la Real Academia de Dinamarca. Hoy día el Museo de Skagen, fundado en el comedor del Hotel Brøndum en octubre de 1908, alberga muchas de sus obras de arte, unas 1.800 piezas en total. Muchas de las pinturas han sido digitalizadas bajo Google Art Project y están accesibles en línea. Se siguen realizando exposiciones relacionadas; en 2008, el Museo Arken de Arte Moderno de Copenhague presentó "Los pintores de Skagen: bajo una nueva luz", y en 2013, el Museo Nacional de Mujeres en las Artes de Washington D. C. presentó "Un mundo aparte: Anna Ancher y la Colonia de Arte de Skagen".

## Historia

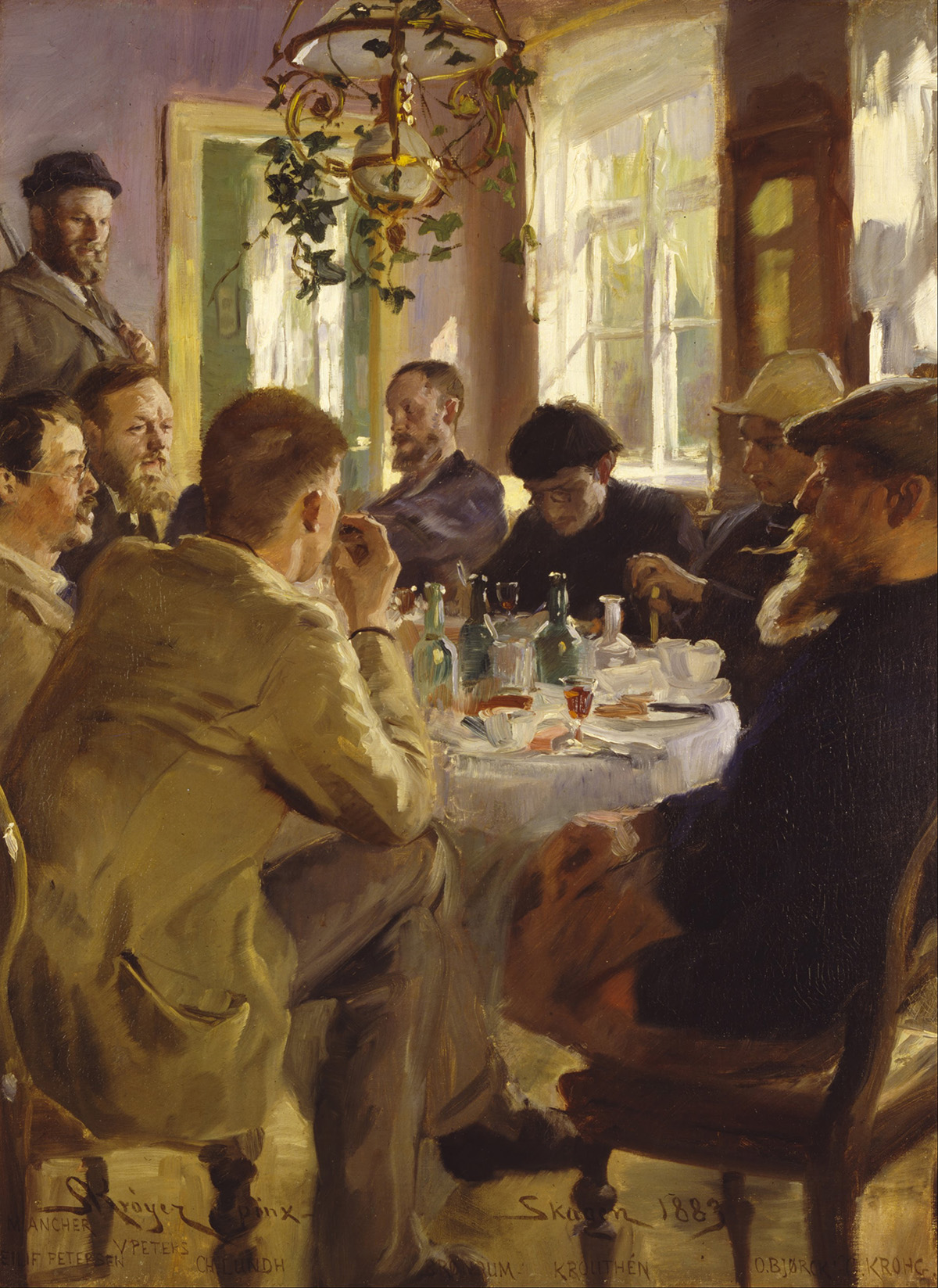
PD Krøyer: Artistas en el almuerzo (1883)

El primer artista notable que pintó en Skagen fue Martinus Rørbye (1803–1848), una de las figuras centrales de la Edad de Oro de la pintura danesa. Su primera visita fue en 1833, pero regresó hacia el final de su vida en 1847 y 1848. Se le recuerda en particular por sus Hombres de Skagen en una tarde de verano con buen tiempo pintado en 1848. Otro pintor de marinas, Vilhelm Melbye (1824–1882), visitó Skagen en 1848 y pintó su Vista sobre Skagen. Según Karl Madsen, el pintor Peter Raadsig (1806–1882) también visitó la ciudad en varias ocasiones entre 1862 y 1870, pintando las dunas y los pescadores. Christian Blache (1838-1920), otro pintor de marinas, visitó Skagen por primera vez en 1869 cuando pintó su Faro gris. Fue como resultado de su influencia que el poeta y dramaturgo Holger Drachmann visitó la ciudad por primera vez en 1871.
En las décadas de 1860 y 1870, a pesar de las tendencias cambiantes en Europa, especialmente en París, adoptando el realismo y el impresionismo, la Real Academia Danesa de Bellas Artes y la Real Academia Sueca de las Artes se negaron a cambiar su enfoque, insistiendo en que sus estudiantes deberían continuar pintando en el estilos preferidos de historicismo y neoclasicismo. Entre los que estaban cada vez más frustrados por este enfoque se encontraban Michael Ancher, Karl Madsen y Viggo Johansen, quienes a principios de la década de 1870 estudiaban en la Real Academia Danesa de Copenhague. Madsen, que ya había visitado Skagen en 1871 mientras se alojaba con su tío en la cercana Frederikshavn, invitó a Ancher a reunirse con él allí en 1874 para pintar a los pescadores locales. Se hizo amigo de la familia Brøndum, que tenía una tienda con un bar que pronto se amplió para convertirse en Brøndums Gastgiveri, una casa de huéspedes. Fue invitado a la confirmación de su hija Anna de 15 años y mostró un interés inmediato en ella. Al año siguiente, regresó a Skagen con Madsen y Viggo Johansen, quienes habían sido fuertemente influenciados por el impresionismo francés. En particular, Johansen comenzó a pintar escenas al aire libre combinando el impresionismo con el realismo.

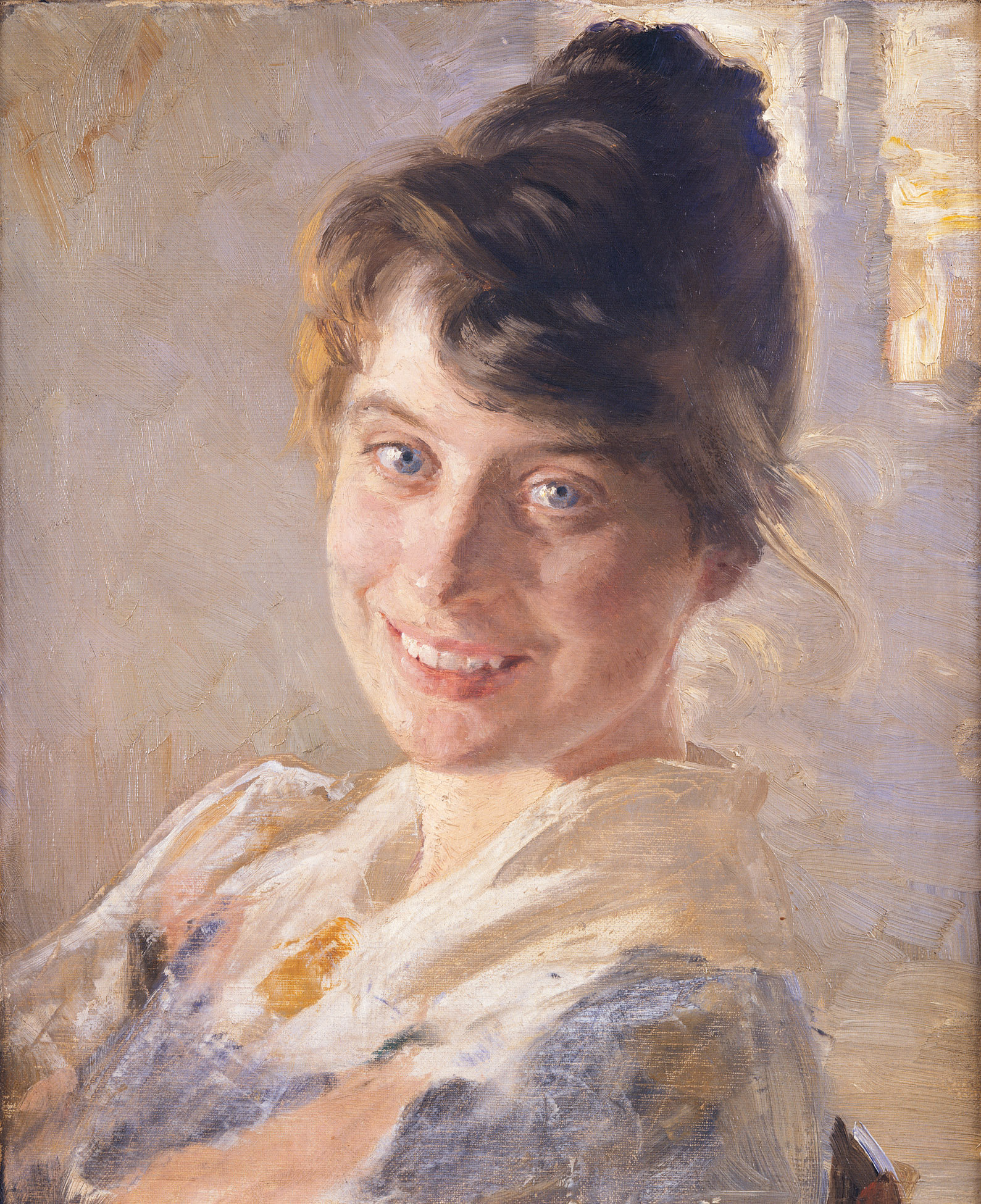
Marie Krøyer pintada por su marido, P.S. Kroyer (1890)

En 1876 y especialmente en 1877, otros varios artistas pasaron el verano en Skagen, utilizando el Hotel de los Brøndum como alojamiento y para sus frecuentes reuniones. Michael Ancher hizo de Skagen su nuevo hogar. Se comprometió con Anna Brøndum en 1878 y se casó con ella en 1880. Su casa se convirtió entonces en un punto focal para los artistas, especialmente después de que el rey Christian IX comprara la pintura de Ancher ¿Redondeará el punto? Anna Ancher se interesó seriamente por la pintura por primera vez después de que los artistas comenzaran a quedarse en la posada de su familia, dejando que sus pinturas se secaran en sus habitaciones cuando salían por el día. Los estudió detenidamente y en 1875 asistió a la escuela de arte de Vilhelm Kyhn en Copenhague. Más tarde fue influenciada por Christian Krohg, quien le enseñó el arte de pintar a las personas en su vida cotidiana y hacer un uso completo del color. Krohg llegó por primera vez a Skagen en el verano de 1878, animado por Georg Brandes, a quien había conocido en Berlín. Trajo consigo muchas de las últimas tendencias artísticas internacionales, lo que influyó en los demás miembros del grupo. Sus encuentros con la población local también ejercieron una fuerte influencia en su propio trabajo.
En 1882, los Ancher viajaron al extranjero. Mientras estaban en Viena, conocieron a P.S. Krøyer, quien les informó que también iría a Skagen ese año, a pesar de que aparentemente Ancher no estaba muy interesado en tenerlo allí. Krøyer, que había disfrutado de estrechos contactos con varios artistas impresionistas en París, se convirtió inmediatamente en el miembro central y líder no oficial de la colonia de artistas. En 1883, creó la "Academia Nocturna" donde los artistas se reunían para pintar y discutir el trabajo de los demás, a menudo disfrutando del champán. En 1884, el pintor alemán Fritz Stoltenberg tomó fotografías de los artistas celebrando en el jardín de los Ancher, justo después de que la pareja se mudara a su nuevo hogar. Una de estas fotos en particular inspiró a Krøyer a pintar ¡Hip, Hip, Hurrah!, que tardó cuatro años en completar.
En 1890, la llegada del ferrocarril a Skagen no solo condujo a la expansión del pueblo, sino que también atrajo a un número considerable de turistas. Fue en gran parte responsable de la interrupción de las reuniones regulares de verano de los artistas, ya que ya no podían encontrar alojamiento o lugares adecuados para sus reuniones. Sin embargo, algunos de ellos compraron casas en Skagen: P.D. Krøyer en 1894, Laurits Tuxen en 1901 y Holger Drachmann en 1903.
Anna y Michael Ancher, Krøyer y Tuxen continuaron pintando en Skagen hasta bien entrado el siglo XX y ocasionalmente se les unieron sus primeros amigos. Dos miembros principales del grupo, Drachmann y Krøyer, murieron en 1908 y 1909, poniendo fin a las reuniones tradicionales del grupo. Sin embargo, hubo otros pintores, a veces denominados como el grupo joven de pintores de Skagen, que continuaron visitando la zona. Estos incluían a Jørgen Aabye, Tupsy y Gad Frederik Clement, Ella Heide, Ludvig Karsten, Frederik Lange y Johannes Wilhjelm, algunos de los cuales se asentaron en la zona hasta la década de 1930 o incluso más tarde. El Museo de Skagen tiene varias de sus obras en su colección. Otro artista notable que visitó Skagen desde 1906 fue JF Willumsen, quien pintó Niños bañándose en la playa de Skagen en 1909.

## Relaciones familiares
Los pintores de Skagen rápidamente comenzaron a formar una comunidad muy unida a medida que crecían las relaciones entre los artistas y las mujeres jóvenes de la zona. En 1880, Michael Ancher se casó con Anna Brøndum de la casa de huéspedes, Viggo Johansen se casó con Martha Møller, la prima de Anna, y Karl Madsen se casó con Henriette Møller, la hermana de Martha. Trágicamente, Henriette murió al año siguiente al dar a luz a un niño, llamado Henry Sofus Madsen (1881-1921). Hasta que Karl Madsen se volvió a casar, Martha ayudó a cuidar al niño. La casa a la que se mudaron los Ancher en 1884 se convirtió en el centro de la colonia de artistas, especialmente porque la pareja vivía allí todo el año. Cuando su hija Helga (la niña de Hip, Hip, Hurrah!) murió en 1964, dejó la casa a una fundación que pronto la convirtió en un museo. Los Johansens adquirieron una gran familia entre 1881 y 1886: Ellen Henriette (que se convirtió en artista), Fritz, Lars, Gerda y Bodil. Se les puede ver bailando alrededor del árbol de Navidad en el cuadro Feliz Navidad de Johansen.
Otra figura clave en Skagen, P.S. Krøyer, se casó con Marie Triepcke después de enamorarse de ella en París en 1888. Hija de un próspero ingeniero de telares alemán, se decía que era la mujer más hermosa de Copenhague. Sin embargo, con el paso de los años, la salud de Krøyer comenzó a deteriorarse y Marie estaba cada vez más descontenta con su matrimonio. El matrimonio finalmente terminó en divorcio en 1905 cuando Marie quedó embarazada después de una aventura con el compositor Hugo Alfvén con quien luego se casó. Krøyer murió en Skagen cuatro años después, aparentemente como resultado de una enfermedad mental.
En 1901, después de la muerte de su primera esposa, Ursule, Laurits Tuxen se casó con Frederikke Treschow, noruega, y poco después compró la casa de Madam Bendsen en Skagen, donde primero Viggo y Martha Johansen y luego Marie y P.S. Krøyer se habían quedado en la década de 1880. Lo convirtió en una residencia de verano señorial. Michael Ancher y Laurits Tuxen murieron en 1927, Anna Ancher y Viggo Johansen en 1935.

## Películas
Los artistas de Skagen fueron el tema de la película de 1987 Hip Hip Hurra! del director sueco Kjell Grede, inspirado en el famoso cuadro de Krøyer.
En 2012, la película La pasión de Marie, dirigida por Bille August, dramatizó la relación cada vez más difícil de Marie con su esposo P.D. Kröyer. La película está basada en el libro Balladen om Marie de Anastassia Arnold.

## Galería

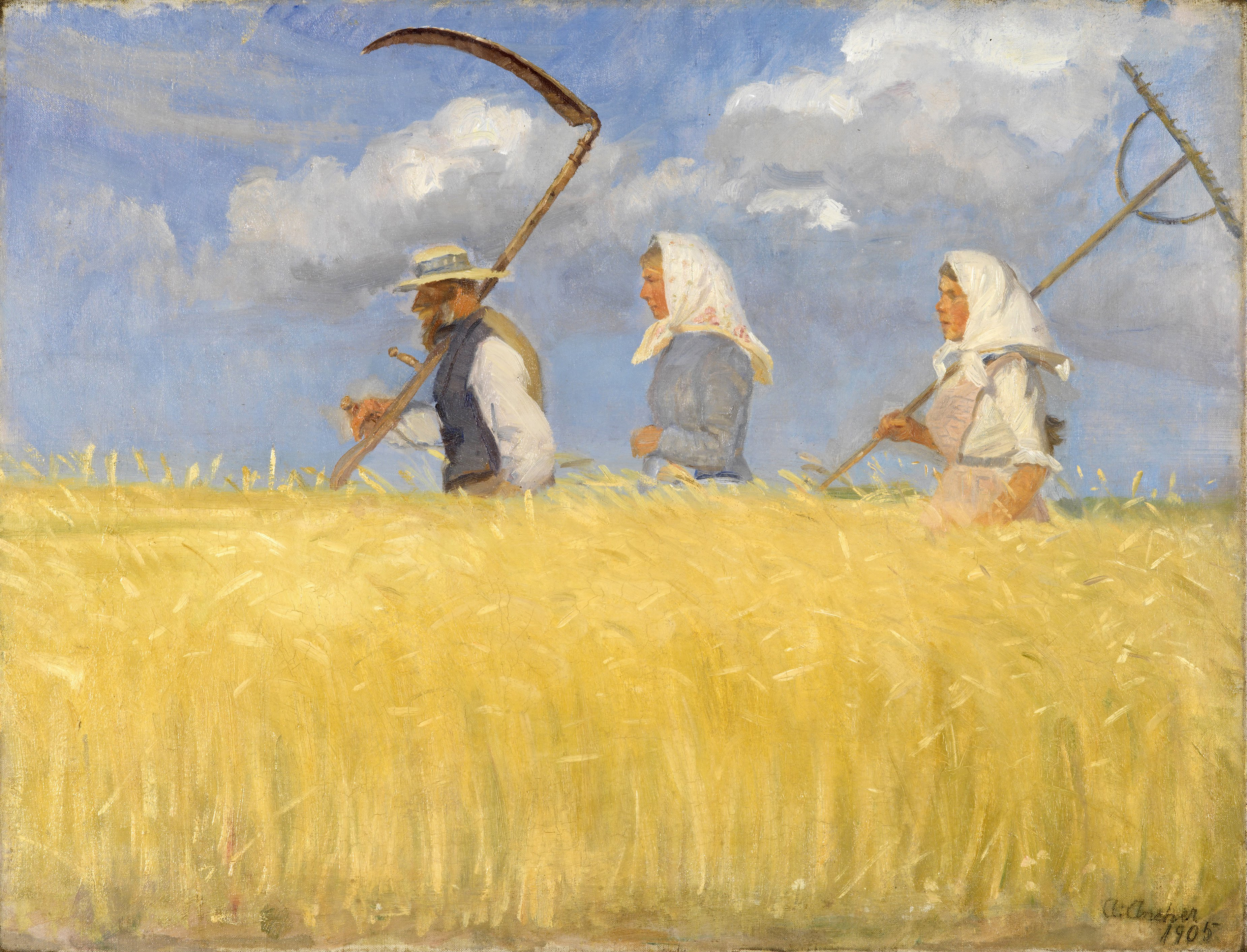
Anna Ancher - Harvesters
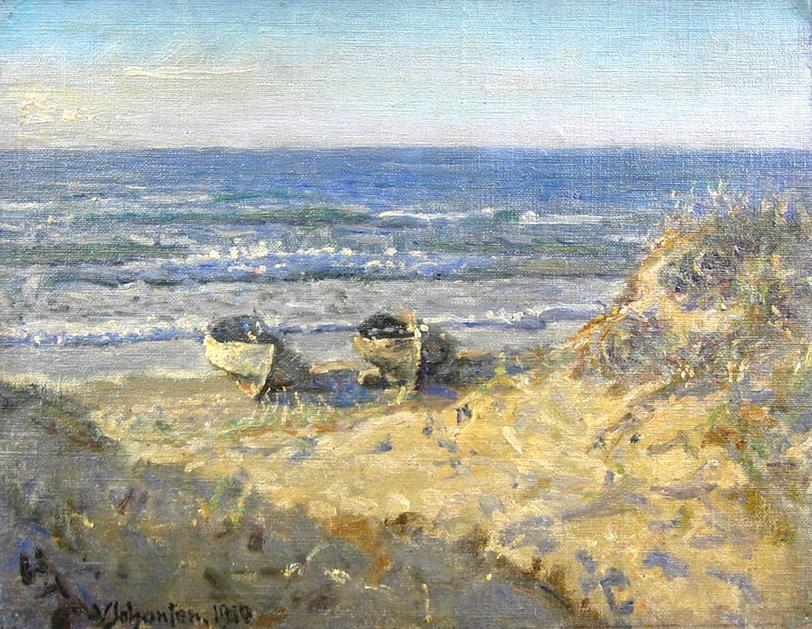
Viggo Johansen Optrukne både
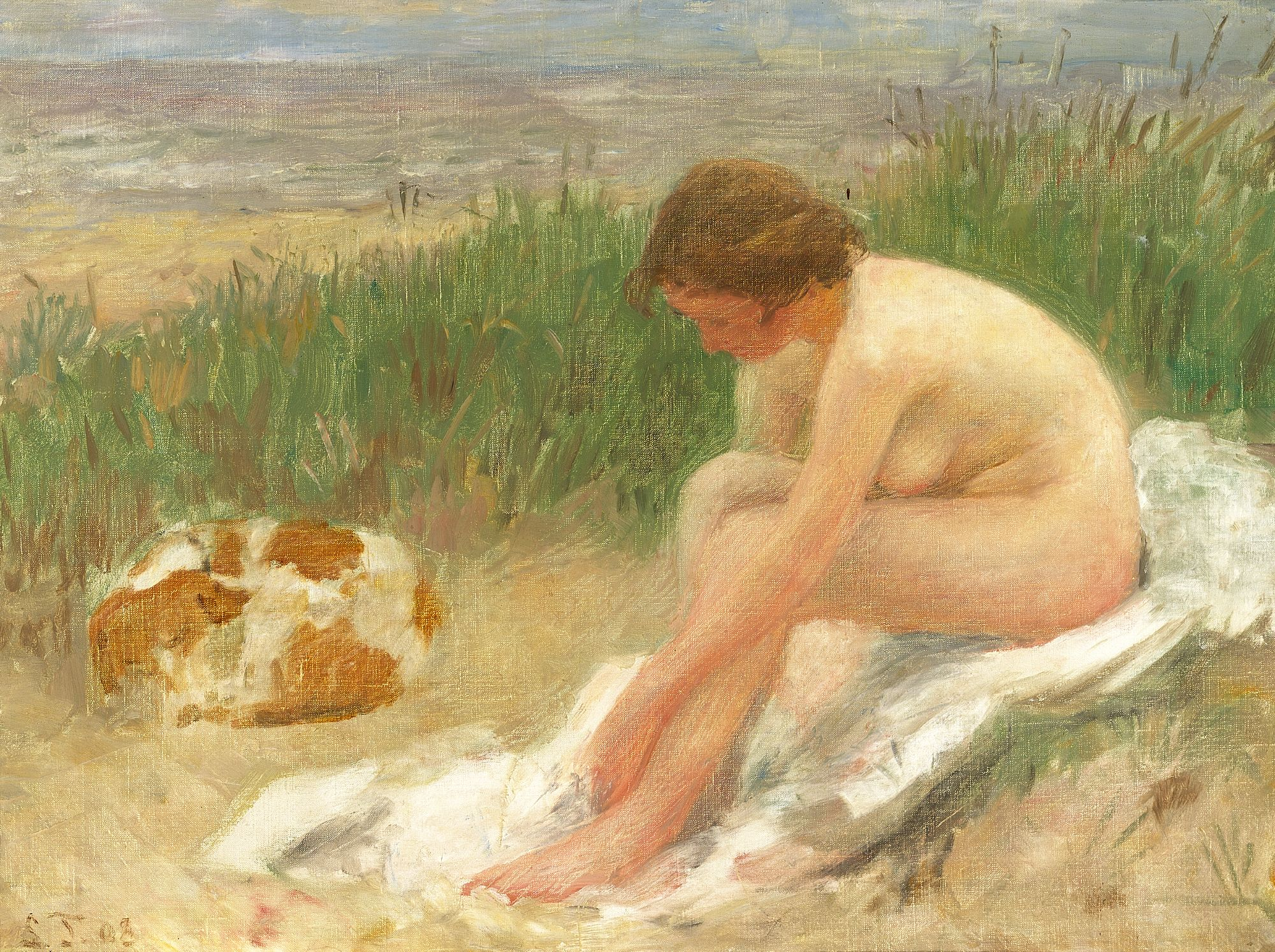
Laurits Tuxen - Efter badet, Skagen - 1908
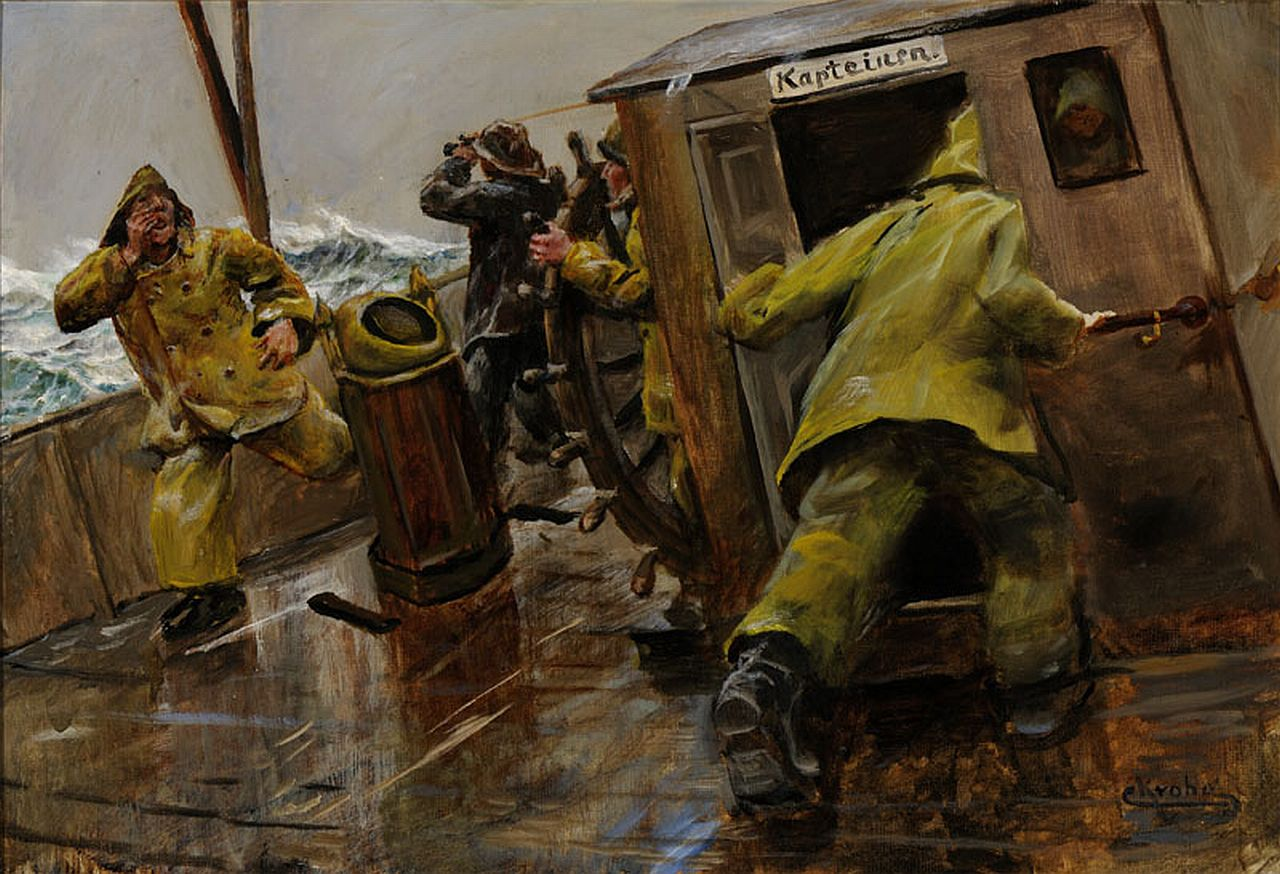
Christian Krohg - Grunnbrott - 1905
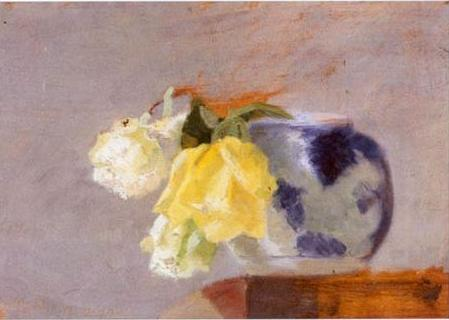
Marie Kroyer Flores
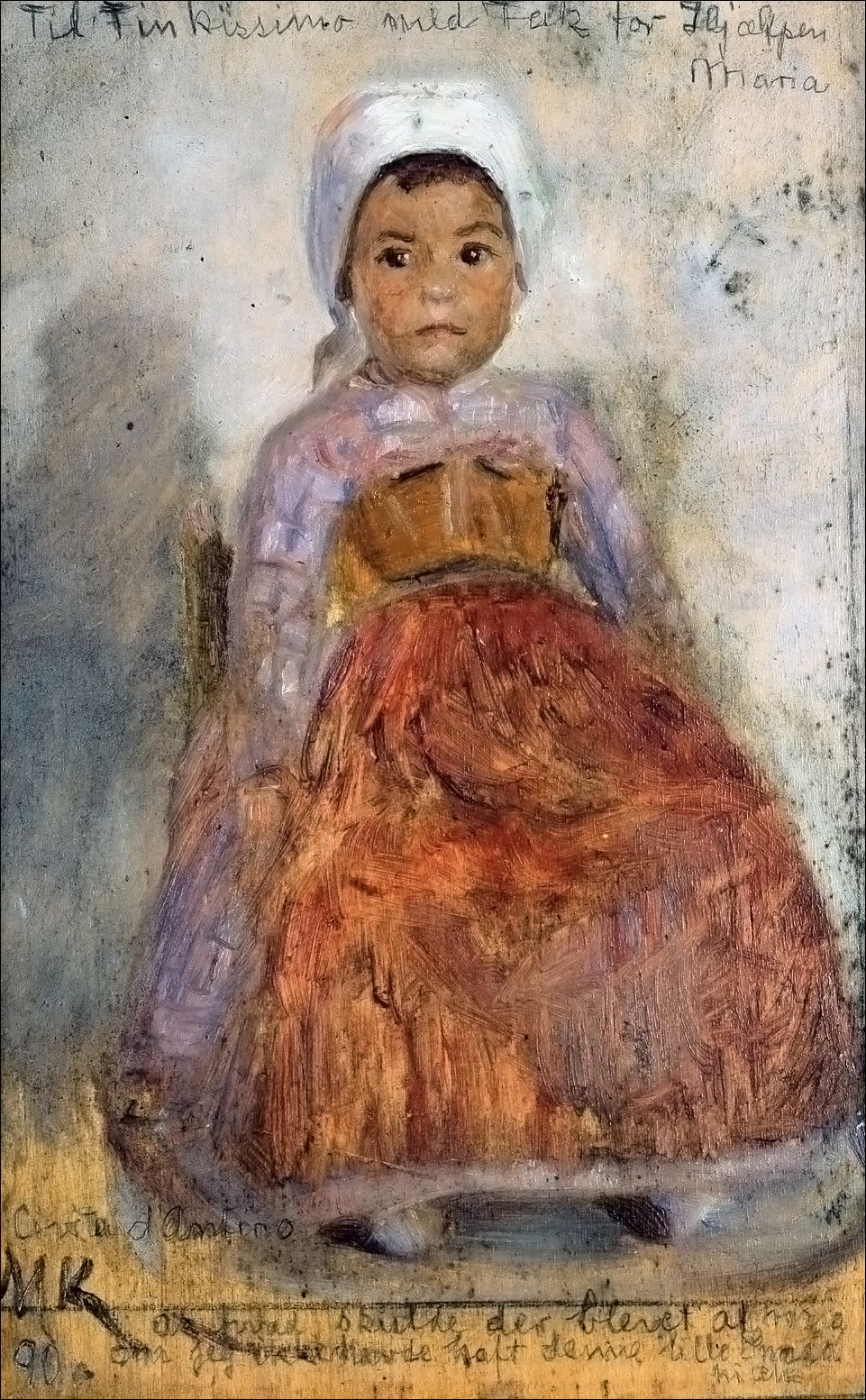
Marie Krøyer, Portræt af lille italiensk pige, 1890, Skagens Museum
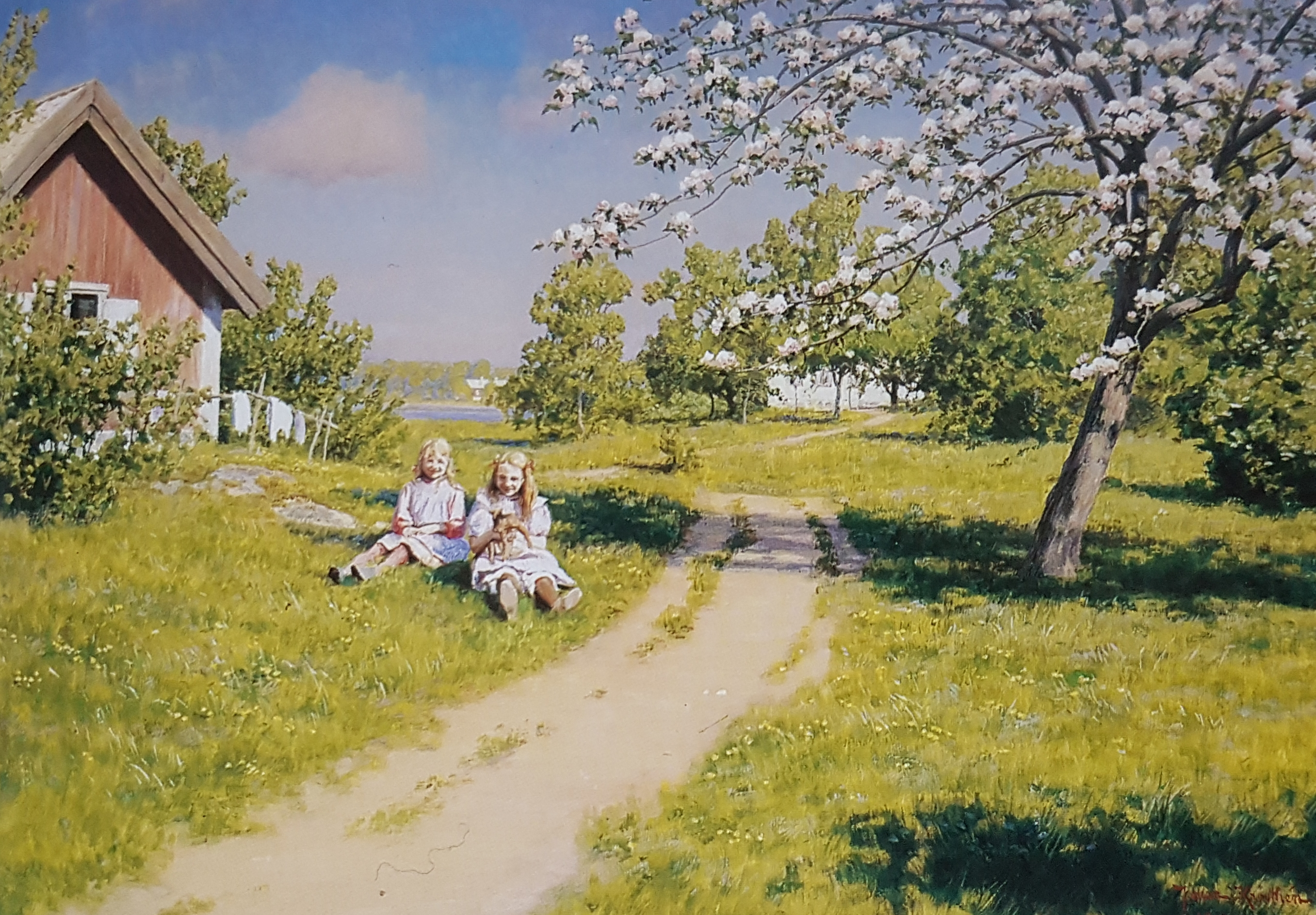
Försommaridyll - Johan Krouthen
Oscar Björck - Launching the boat. Skagen
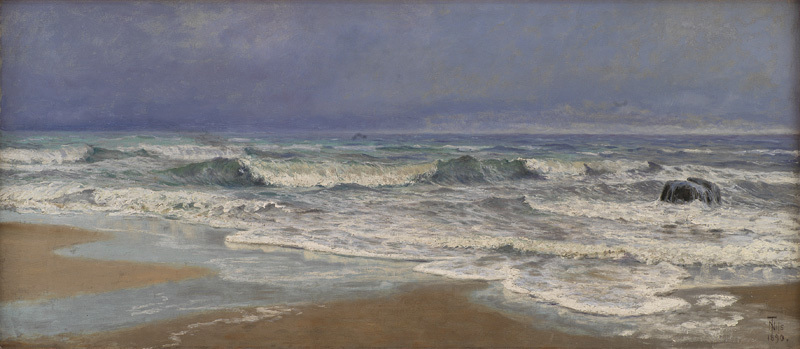
Thorvald Niss - Gråvejrsdag ved Vesterhavet med brænding - Statens Museum for Kunst
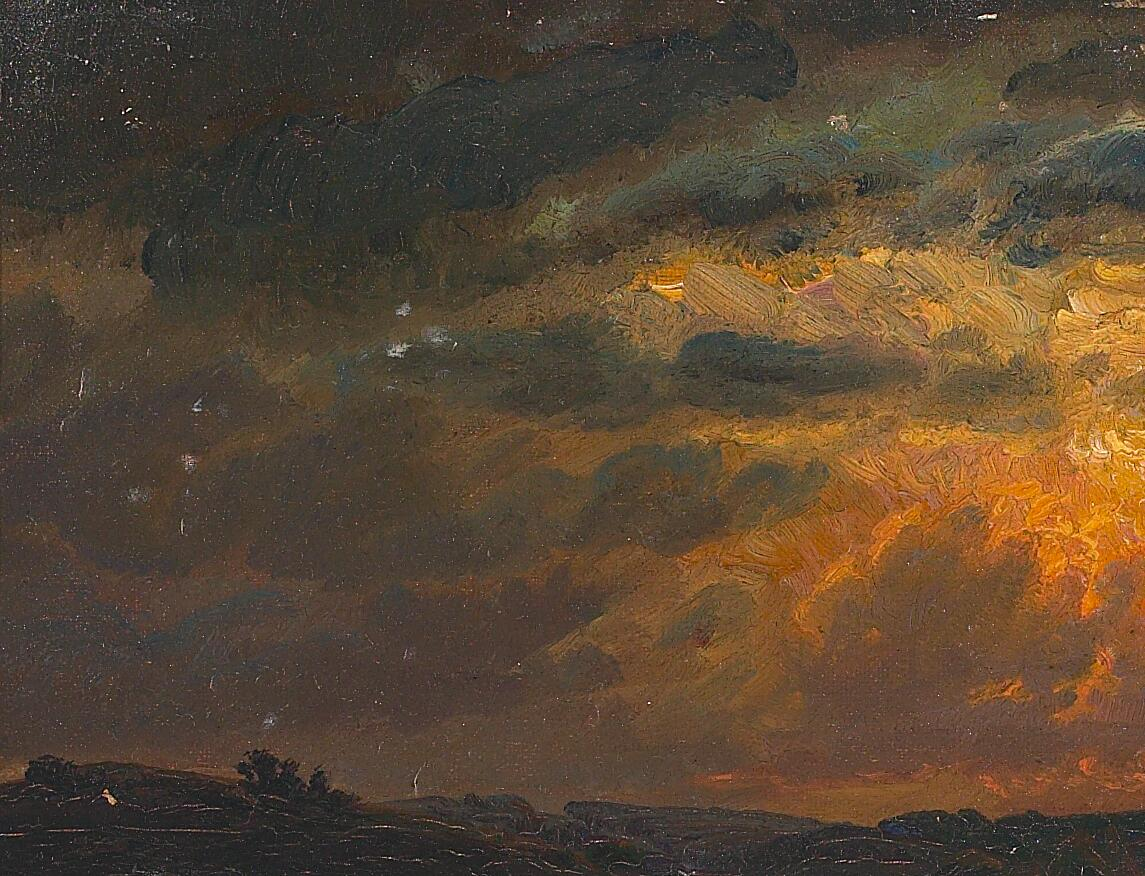
Laurits Tuxen - Aftensol over markerne
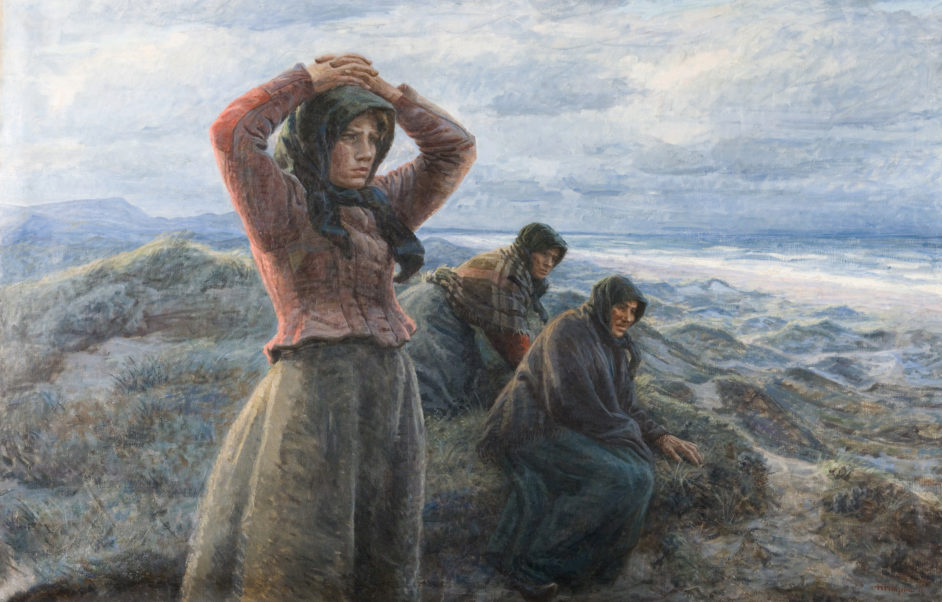
Johannes Wilhjelm, Fiskerbåde i fare, 1908, Ribe Kunst Museum
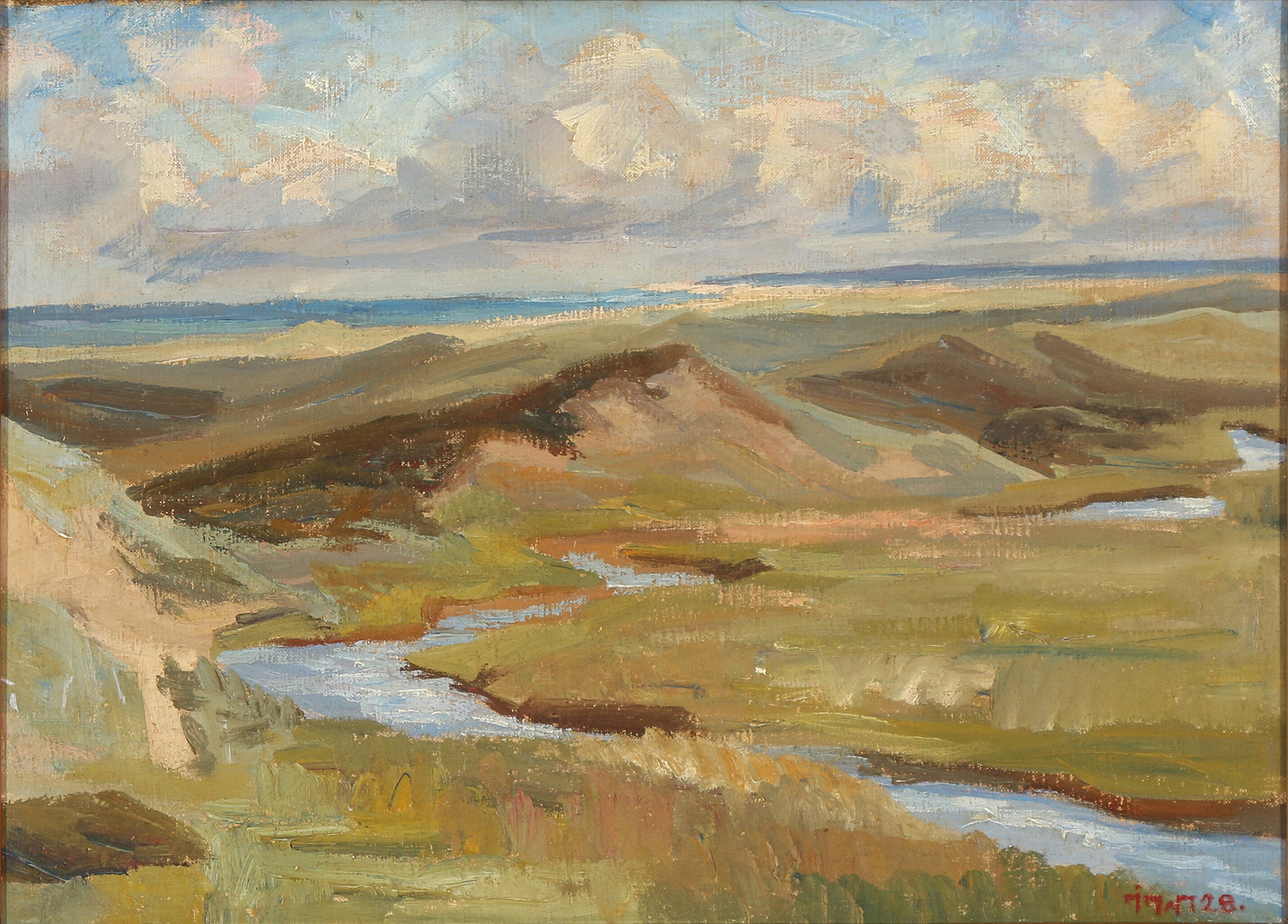
Johannes Wilhjelm - Bakket nordjysk landskab - 1928
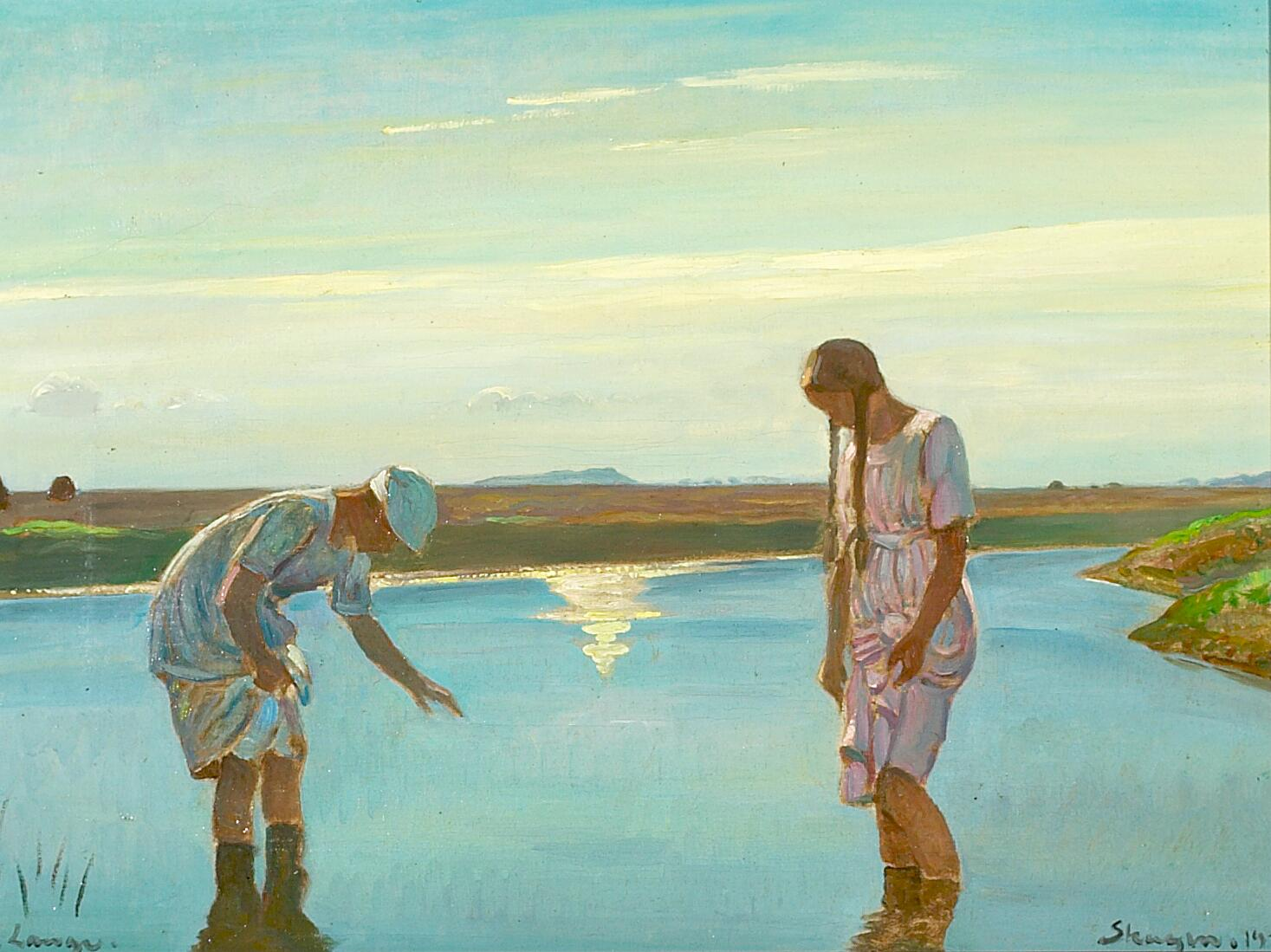
Frederik Lange - To piger der sopper i en å en varm sommerdag - 1920
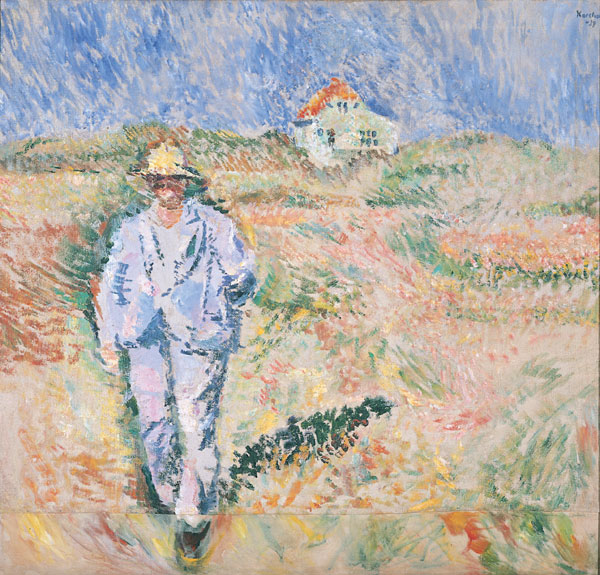
Ludvig Karsten Hvitkledd mann i skagenlandskap 1924
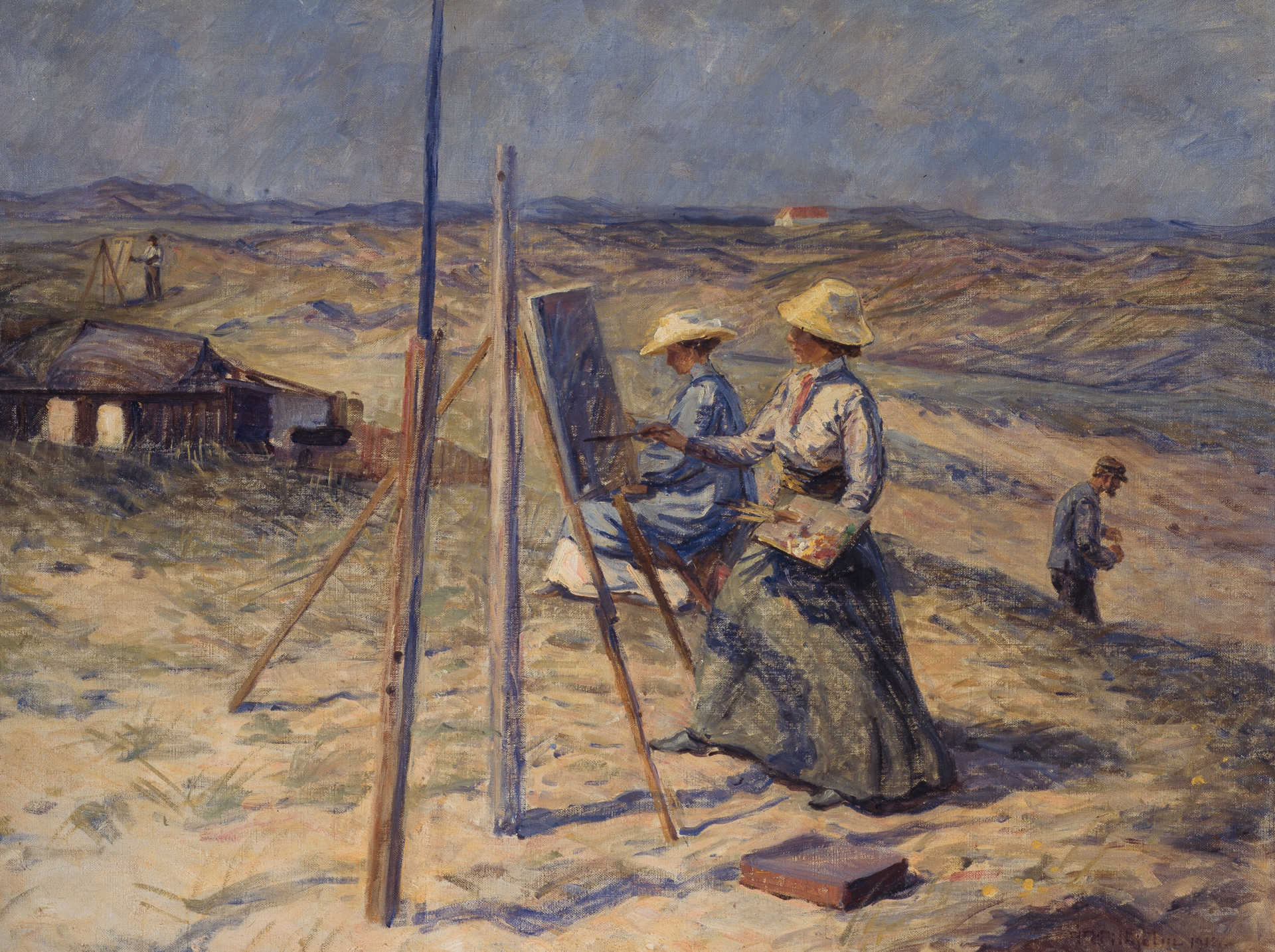
Ella Heide - Malerinder på Skagen, 1912
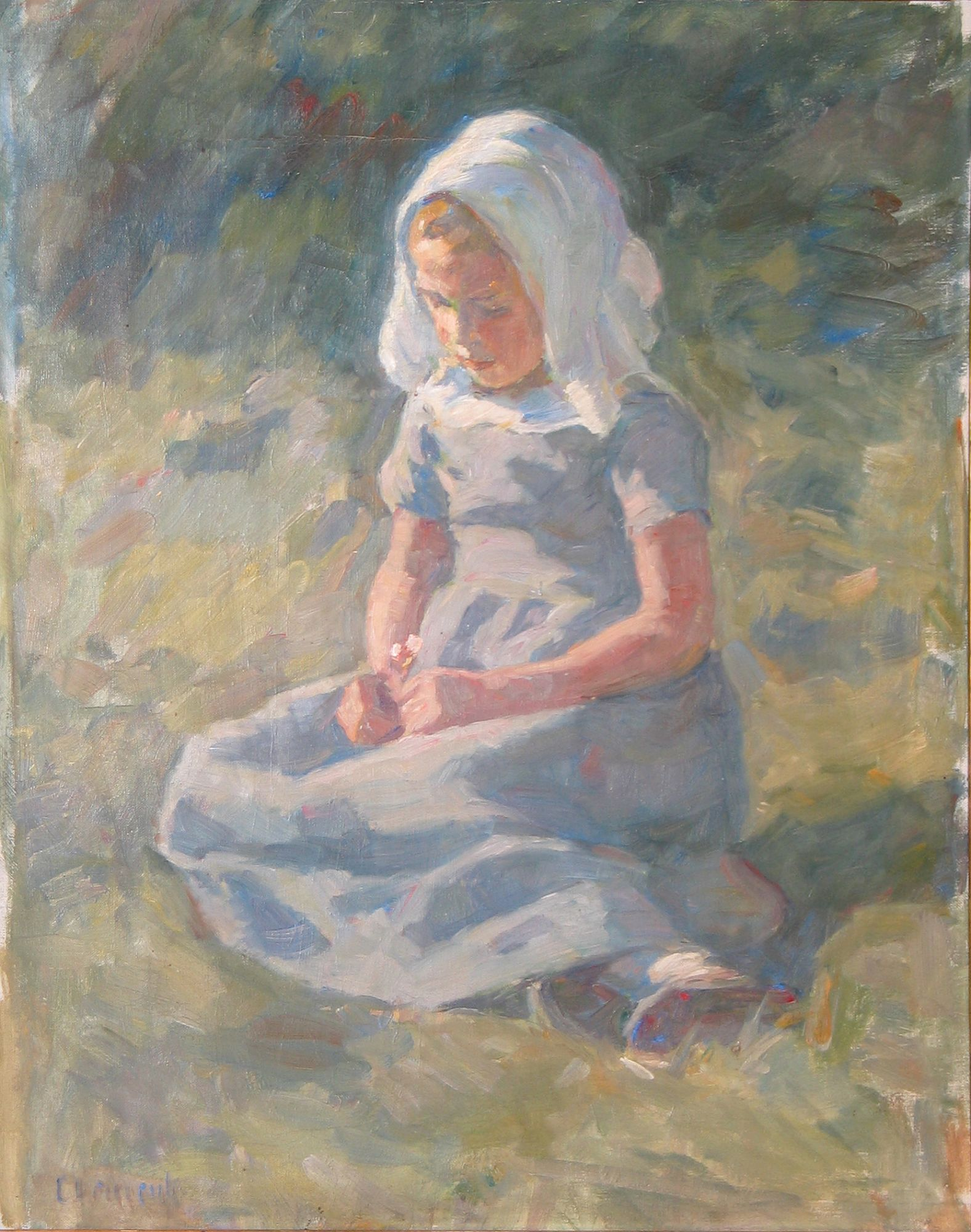
Gad Frederik Clement - Sommerdag i haven
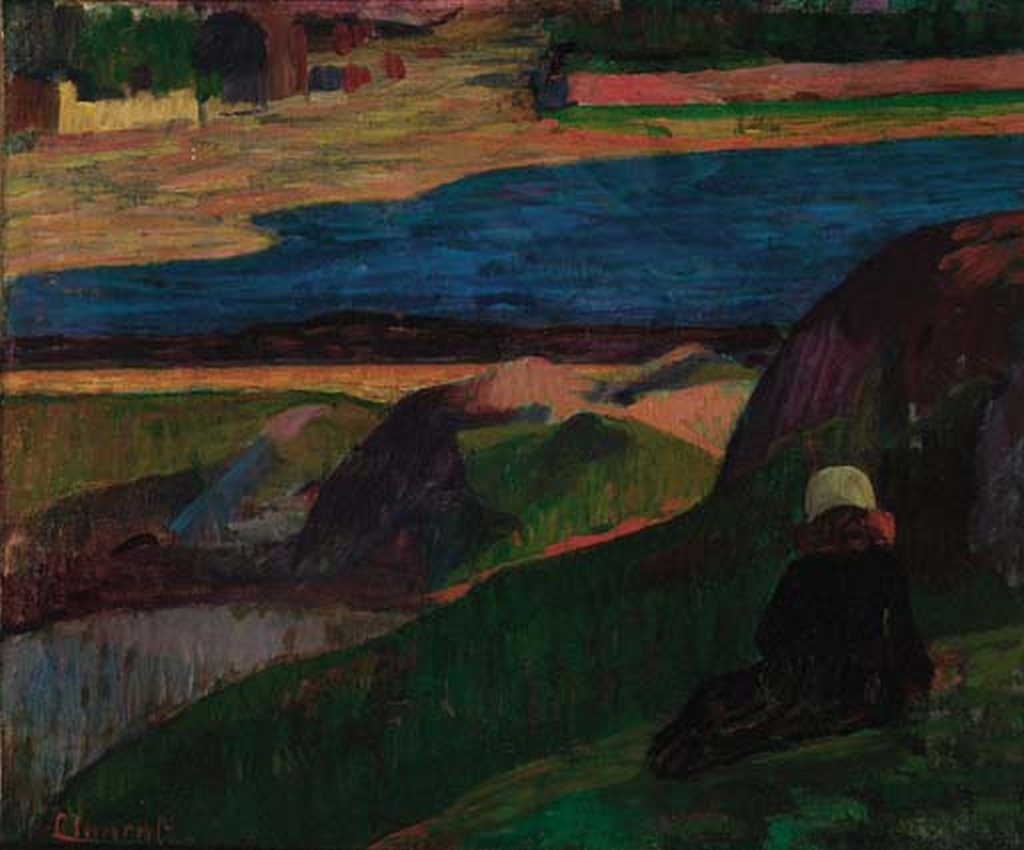
Gad Frederik Clement - Landskab ved Pont-Aven
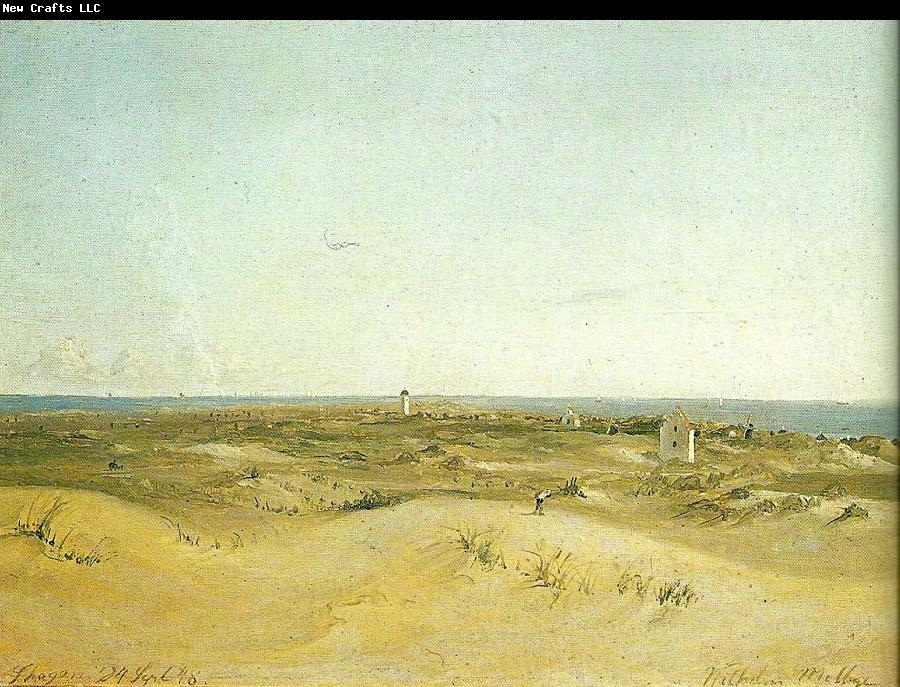
Vilhelm Melbye Udsigt over Skagen 1848
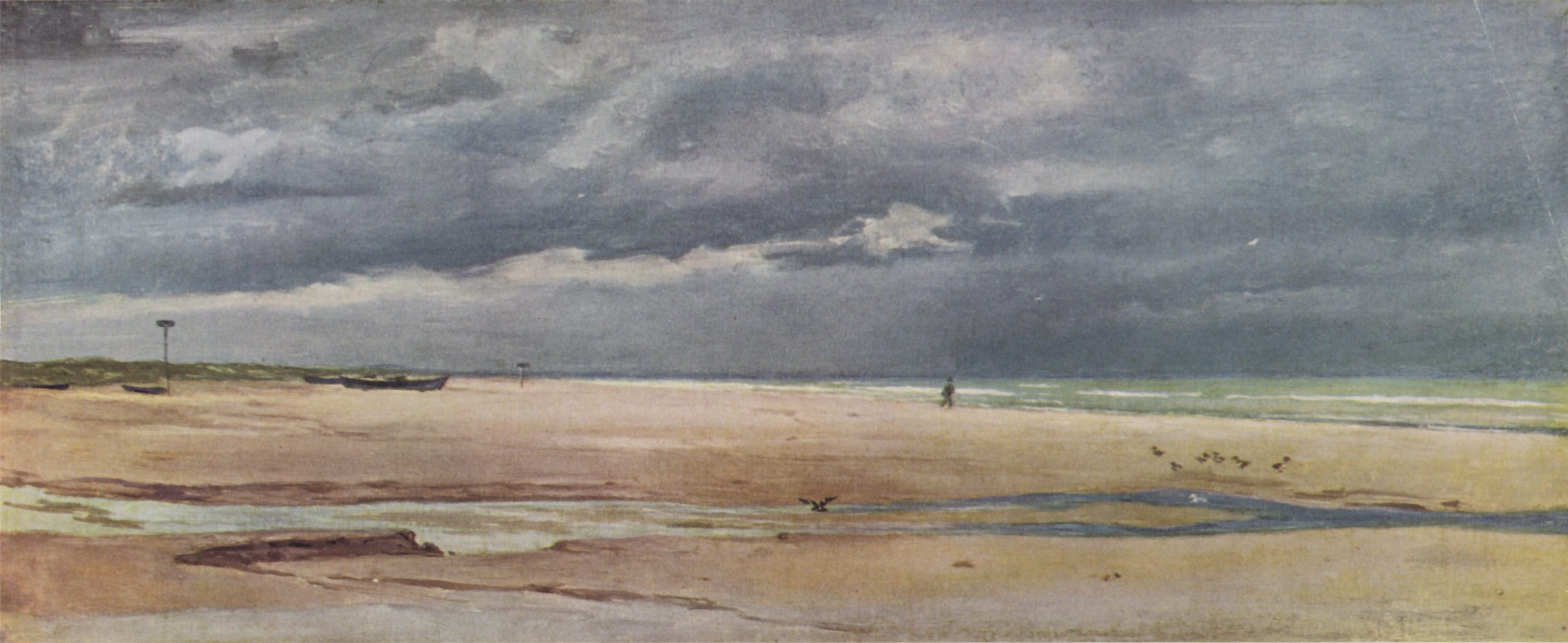
Blokhusene (Martinus Rørbye)
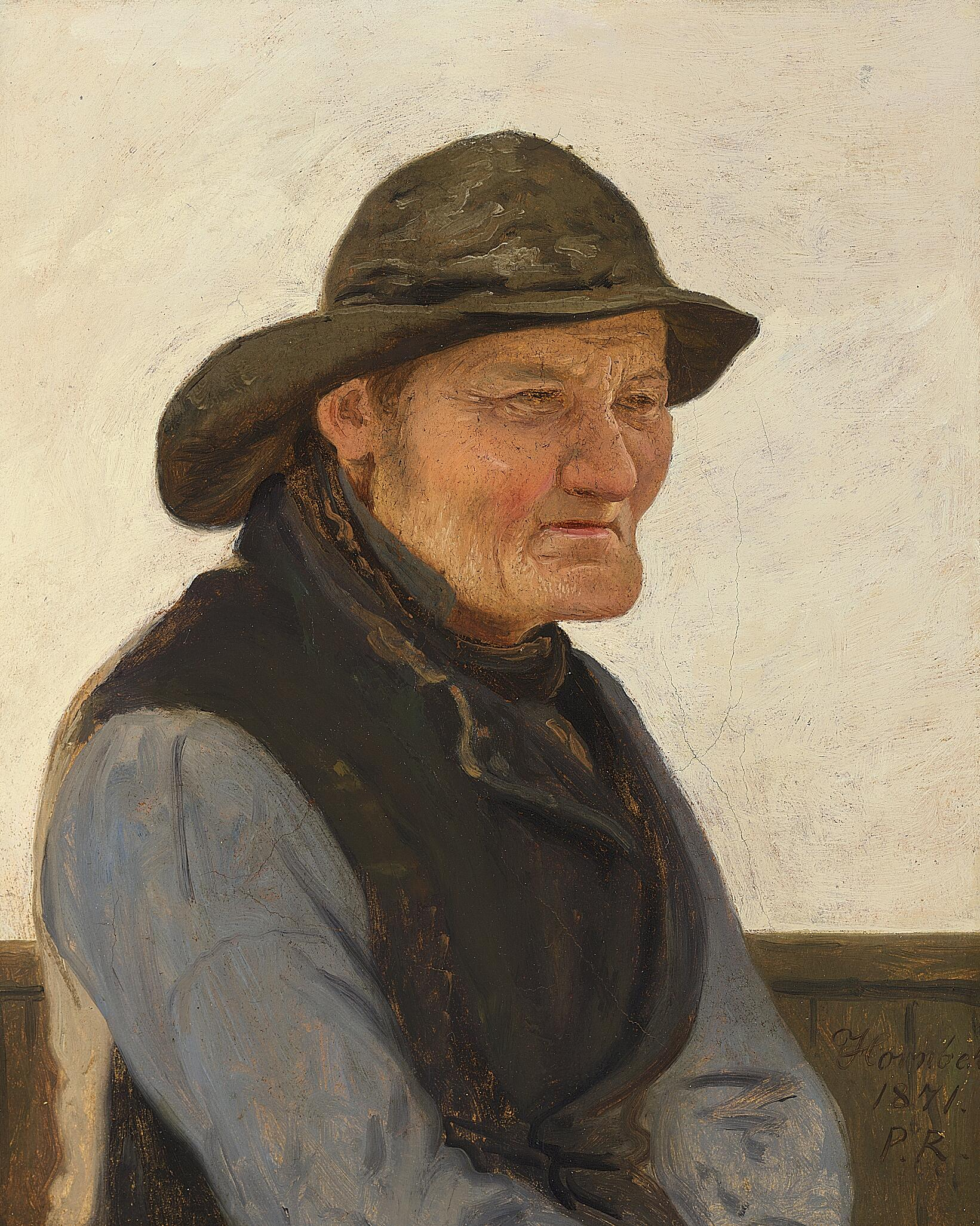
Peter Raadsig - En fisker fra Hornbæk med sydvest og blåt tøj - 1871
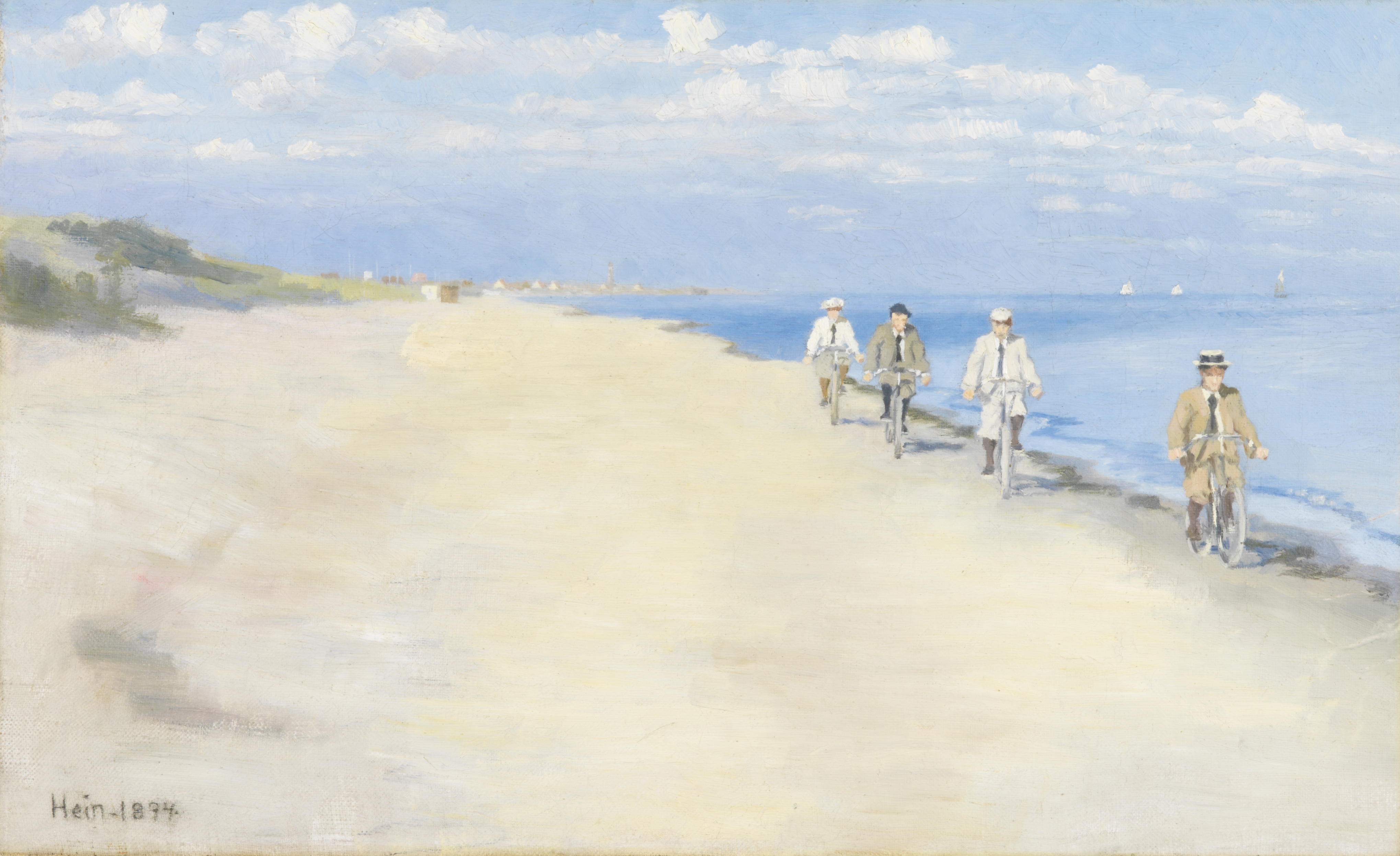
Einar Hein - Beach cyclists
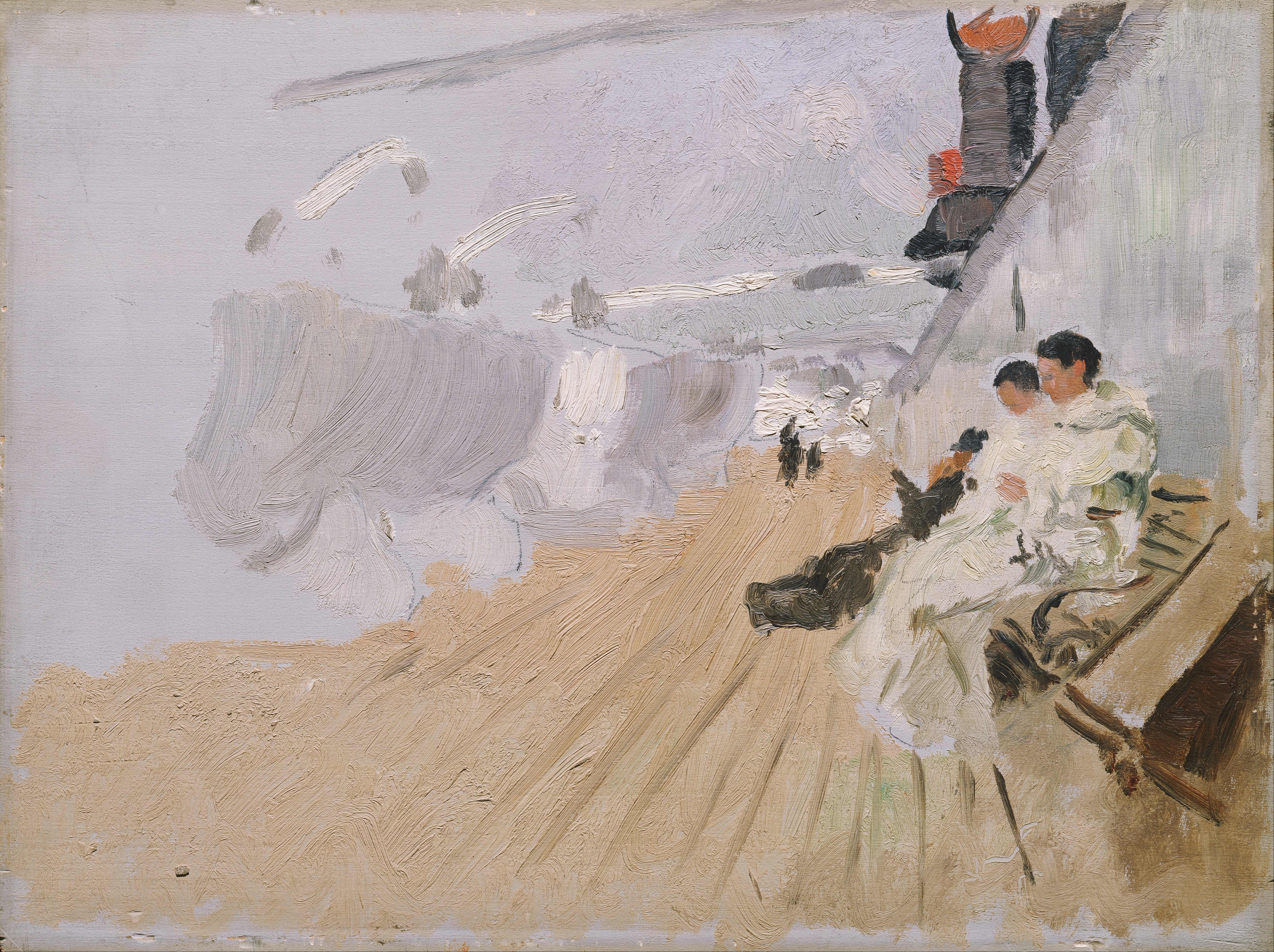
Frits Thaulow - Monks on the Deck
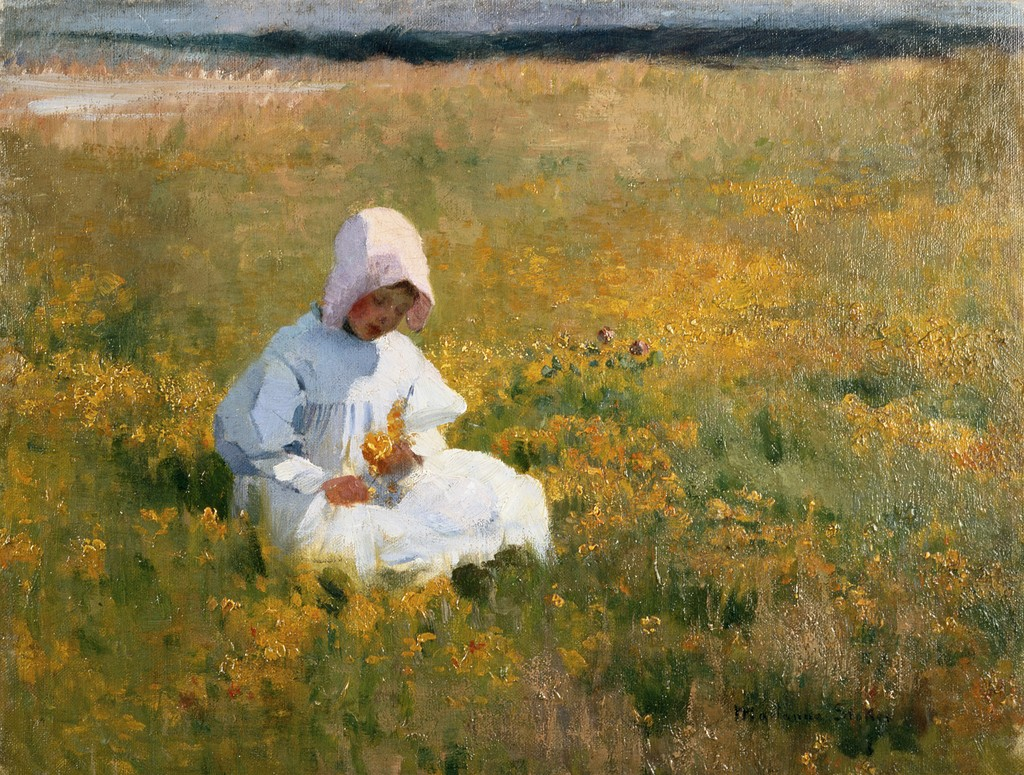
Marianne Stokes - In the Meadow
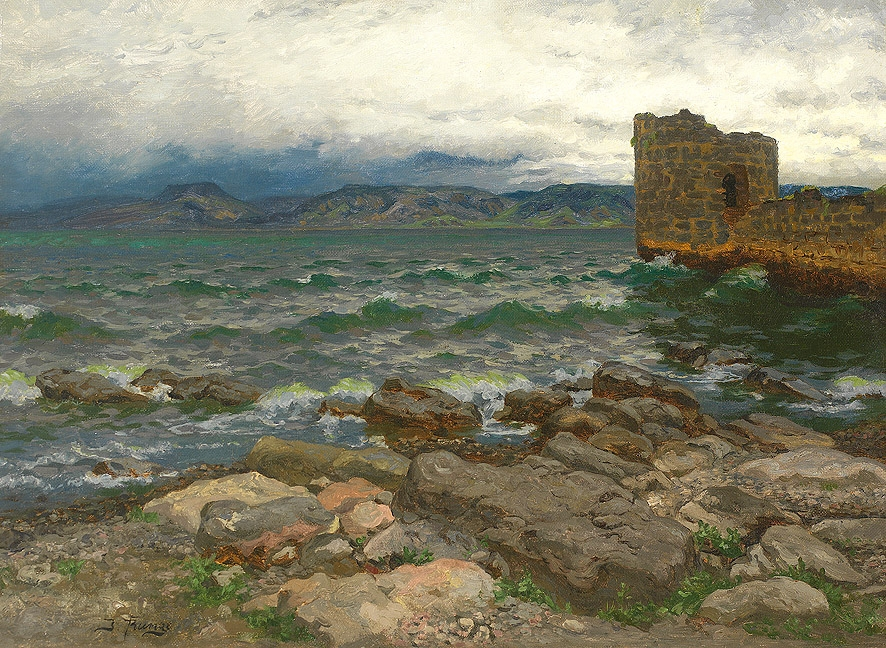
Julius Ludwig Friedrich Runge - Küstenlandschaft mit altem Wehrturm
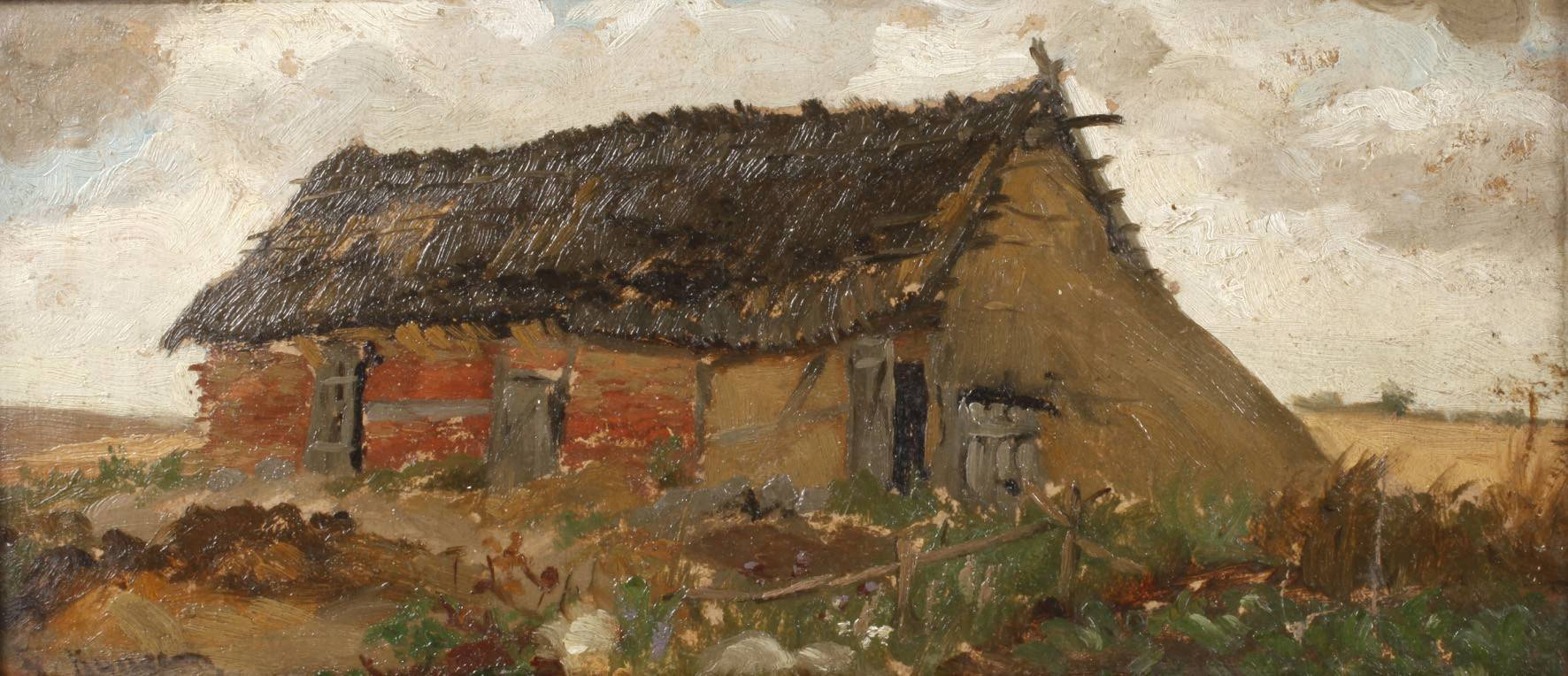
Julius Ludwig Friedrich Runge - Fischerhütte auf der Insel Schwerin (ca. 1900)
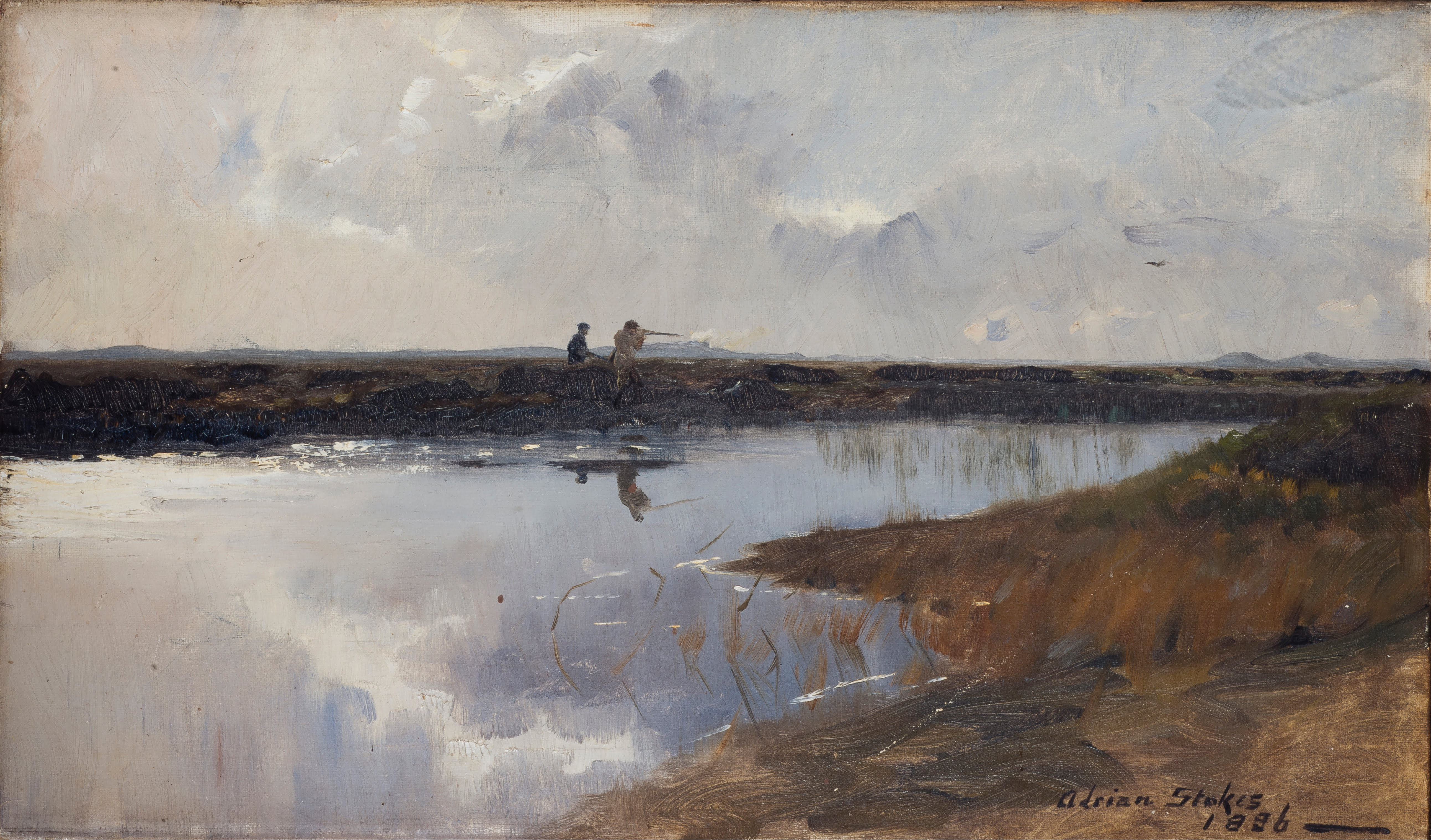
Adrian Stokes - Hunters on the moor north of Skagen
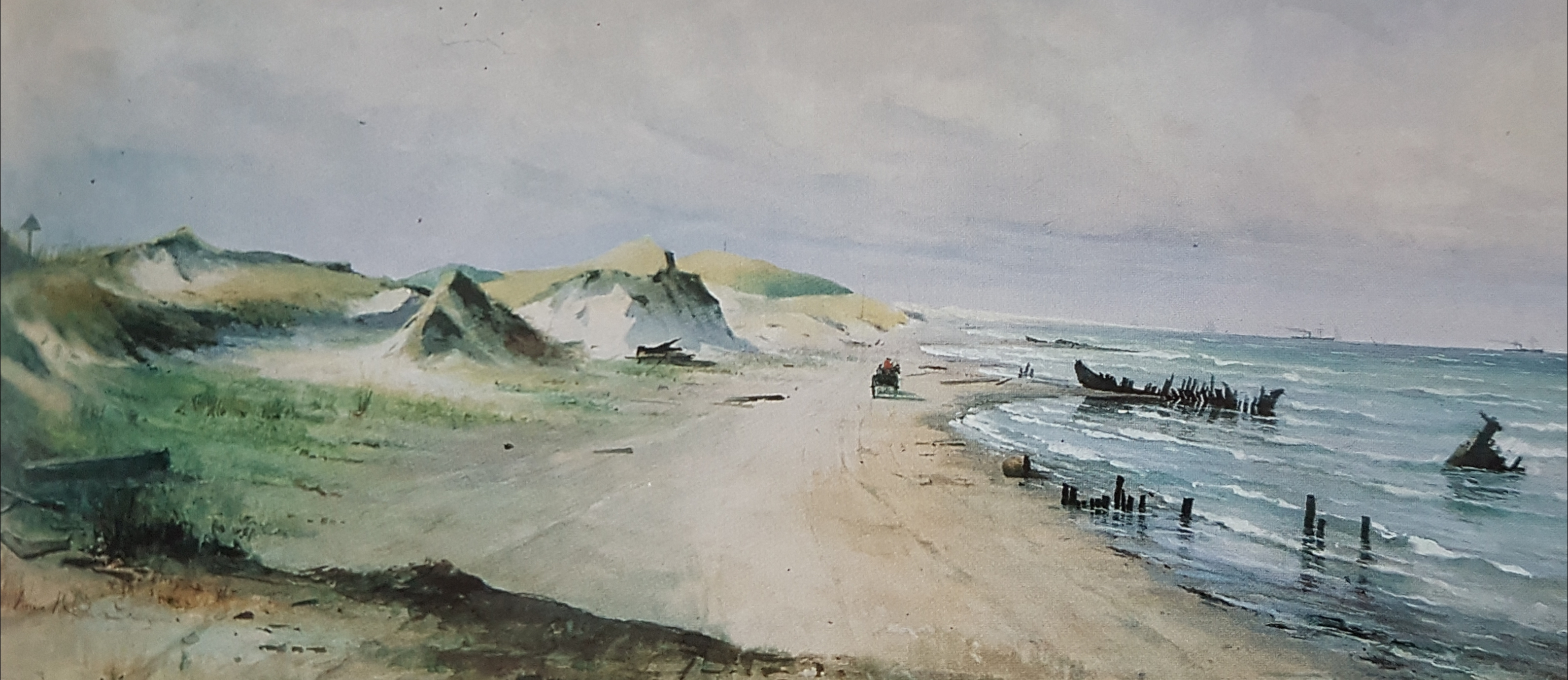
Skagen Danmark - Anna Palm de Rosa
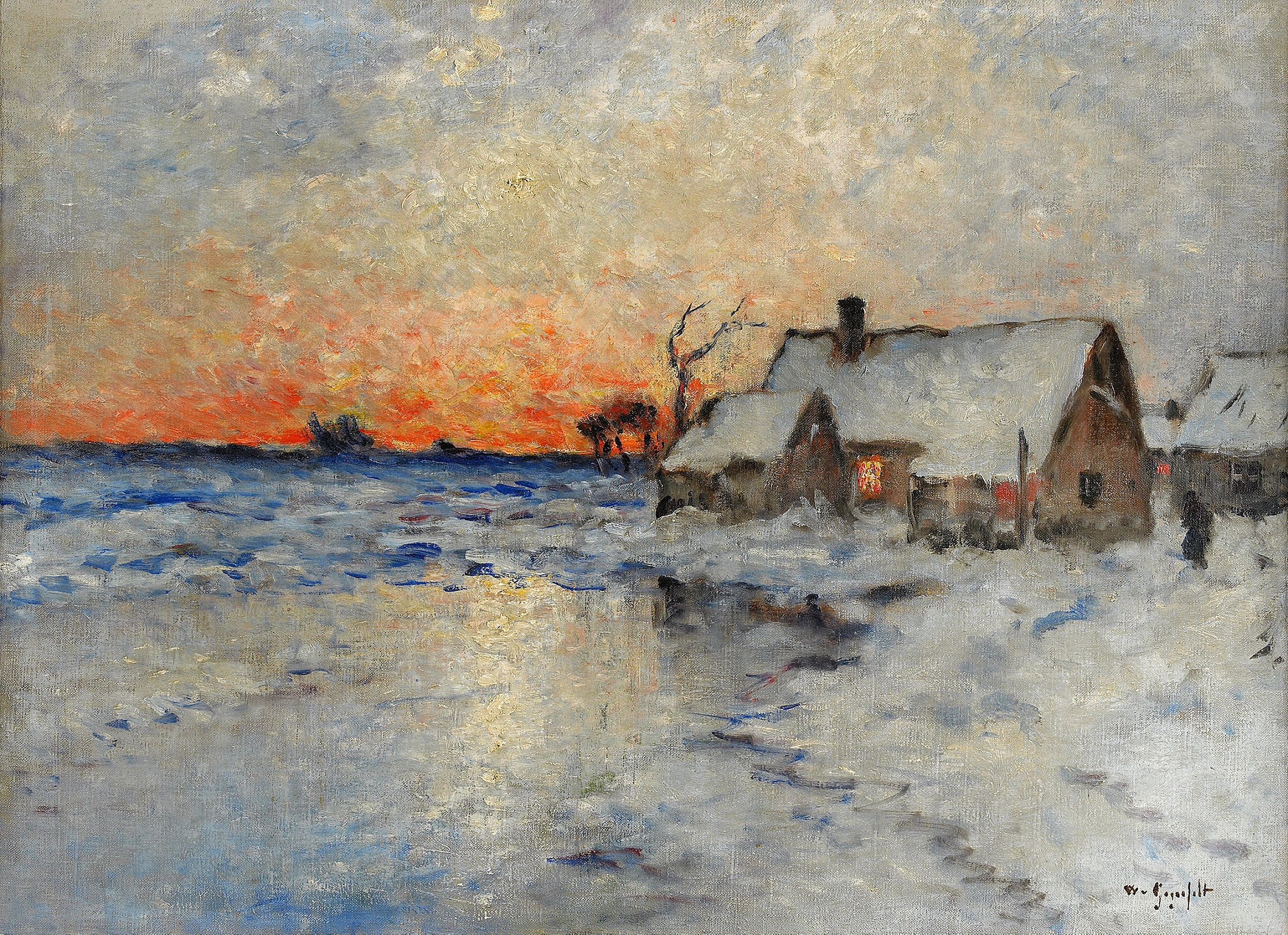
Vilhelm von Gegerfelt - Vinterlandskap med gård i aftonstämning
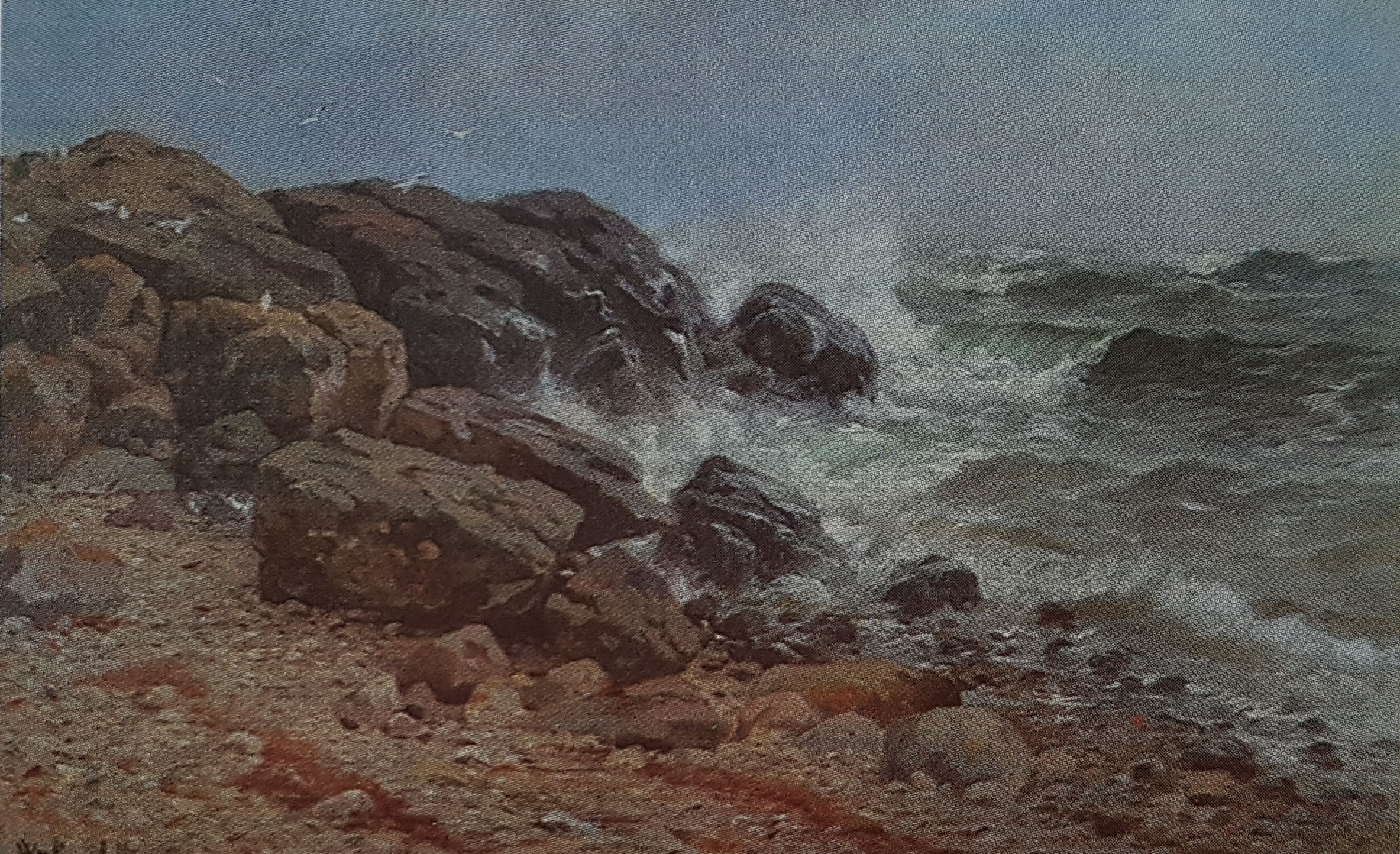
Bränningar mot klippor - Wilhelm von Gegerfelt
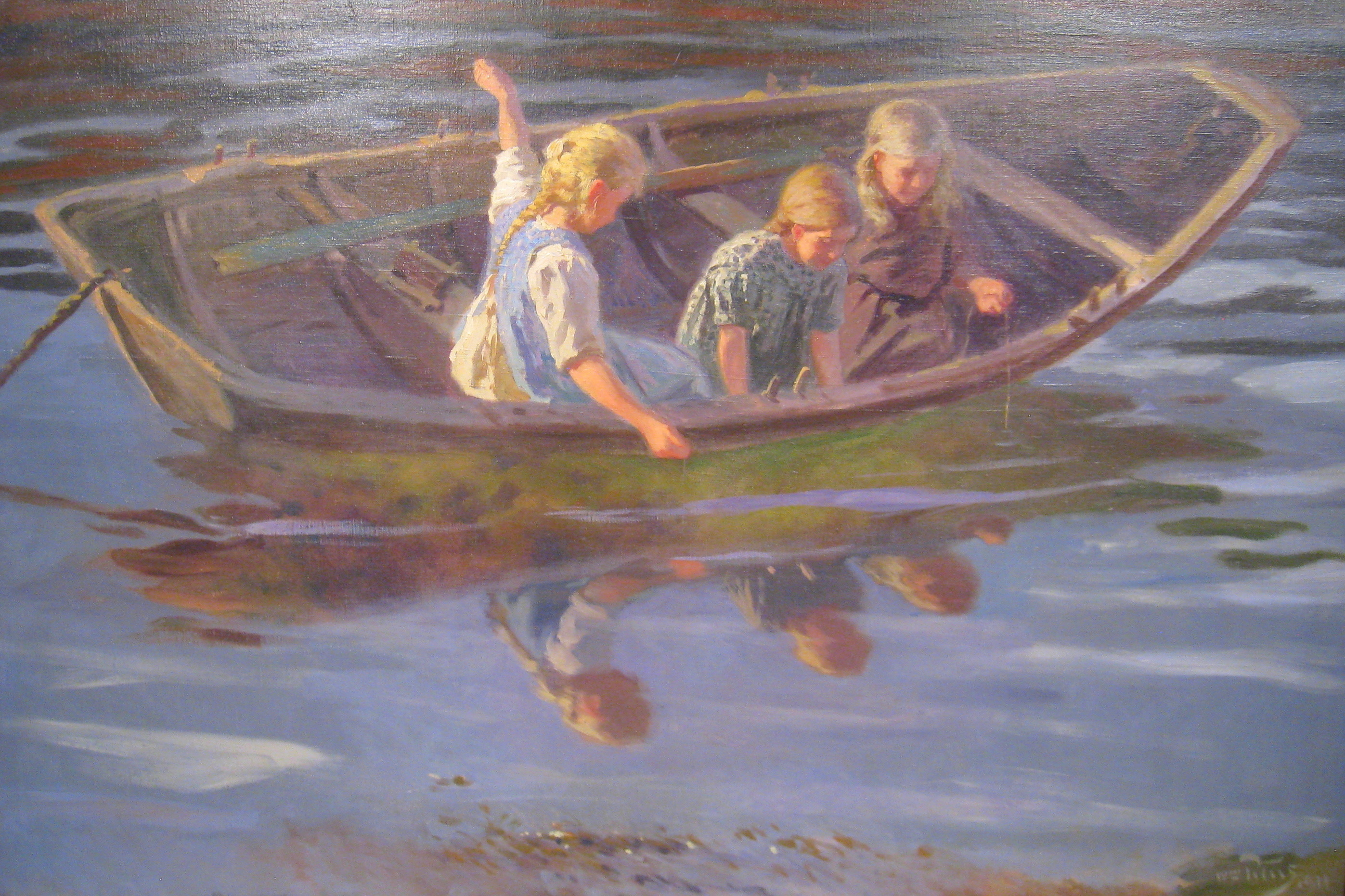
Wilhelm Otto Peters - Krabbefiskere